# Paul Feyerabend
Paul Karl Feyerabend (ur. 13 stycznia 1924 w Wiedniu, zm. 11 lutego 1994 w Genolier w Szwajcarii) – austriacki filozof, autor programu filozofii nauki zwanego przez niego samego anarchizmem metodologicznym lub kontrindukcjonizmem. Światowy rozgłos przyniosła mu książka Against Method (1975), w której podważa zasadność wszystkich dotychczasowych filozofii nauki. Ze względu na swoje poglądy uzyskał przydomek Salvador Dali filozofii.

Zarozumiałością jest zakładać, że posiada się rozwiązania odpowiednie dla ludzi, z którymi nie dzieli się życia i których problemów się nie zna. Niemądrze jest zakładać, że takie ćwiczenie w humanizmie na odległość przyniesie efekty zadowalające zainteresowanych. Od zarania zachodniego racjonalizmu intelektualiści uważają siebie za nauczycieli, świat za szkołę, a ludzi za posłusznych uczniów

Osiągnięcia nauki z punktu widzenia jednych tradycji wydają się wspaniałe, z punktu widzenia innych – odrażające, warte jedynie ziewnięcia dla innych jeszcze. Oczywiście uwarunkowania naszych współczesnych materialistów owocują wybuchami entuzjazmu wobec takich wydarzeń, jak wystrzelenie rakiety na księżyc, odkrycie podwójnej spirali czy termodynamiki stanów nierównowagi. Spójrzmy na te fakty z innego punktu widzenia, a okażą się tylko śmiesznymi i jałowymi zabawami. Potrzeba było miliardów dolarów, tysięcy dobrze wyszkolonych asystentów, lat ciężkiej pracy, aby kilku naszych współczesnych, nie potrafiących się wysłowić i dość przy tym ograniczonych, wykonało bez wdzięku parę podskoków, w miejscu którego nie odwiedziłby nikt przy zdrowych zmysłach – na wysuszonej, gorącej skale, gdzie nie ma czym oddychać. A przecież mistycy, ufni tylko w moc swoich umysłów, podróżowali przez sfery niebieskie do samego Boga, oglądając go w całej wspaniałości i otrzymując siłę do dalszego życia, oświecenie dla siebie i swoich bliźnich. Tylko analfabetyzm szerokich mas i ich nauczycieli – intelektualistów, ich zadziwiający brak wyobraźni, sprawia, że takie porównania odrzuca się bez większego namysłu

Zainspirowany Nestroyem i dadaistami, unikałem akademickich metod przedstawiania poglądów, zamiast żargonu naukowego używałem pospolitych sformułowań oraz języka przemysłu rozrywkowego i literatury sensacyjnej.

Swoją filozoficzną drogę rozpoczyna jako empirysta i pozytywista, później skłania się ku krytycznemu racjonalizmowi Poppera, następnie formułuje swoją wersję krytycznego racjonalizmu, później staje się wrogiem podejścia obiektywistycznego, zwolennikiem relatywizmu w wymiarze teoriopoznawczym i kulturowym oraz pluralistycznego podejścia do zagadnienia możliwości rozwoju nauki, by skończyć jako krytyk wszystkich dotychczasowych ujęć rozwoju nauki i traktowania jej jako wyróżnionej formy ludzkiej działalności, jak również teoriopoznawczy anarchista, z biegiem czasu krytycznie odnoszący się do relatywizmu. Krytykę relatywizmu i refleksję ontologiczną przerywa mu śmierć.
Jego poglądy z okresu umiarkowanego to szeroko rozumiany popperyzm z elementami empiryzmu i kontekstualnej teorii znaczenia Wittgensteina. Przyjmuje on, że rygorystycznie stosowane kryteria racjonalności, czyli w tym przypadku przestrzeganie reguł metody naukowej krytycznego racjonalizmu, stworzą taką praktykę naukową, którą bez wątpienia stanie się wzorcem dla wszystkich dziedzin przyrodoznawstwa. Utrzymuje on również, że głównym przedmiotem teoretycznej refleksji nad nauką jest problem rozwoju wiedzy naukowej. Akceptuje również Popperowską zasadę empirycznego wzrostu – każda nowa teoria winna wyjaśniać sukcesy teorii poprzednich i prowadzić do odkrycia nowych, sprawdzalnych empirycznie twierdzeń o świecie. Od wiedzy wymagać należy maksymalnej testowalności, a od siebie samego maksymalnego krytycyzmu wobec swoich poczynań.
Akceptacja tezy o niewspółmierności jest bez wątpienia najbardziej przełomowym momentem w jego metodologii, ponieważ to od niej zaczyna się zwrot ku pozycjom anarchistycznym. Najogólniej rzecz biorąc niewspółmierność interteoretyczna (ang. intertheoretical incommensurability) polega na tym, że niektóre rywalizujące ze sobą lub po sobie następujące teorie naukowe są ze sobą niezgodne, bo np. dotyczą częściowo tylko tego samego zakresu zjawisk, lub posługują się odmiennymi metodami badawczymi, czy innymi standardami oceny tego, co jest w danym momencie uznawane za naukę, albo mówią o różnych przedmiotach za pomocą tych samych słów.
Jego najgłośniejsza książka Przeciw metodzie, w której rozwija idee anarchizmu epistemologicznego i zasadę poznawczą anything goes (wszystko ujdzie), daje, tak ze względu na formę wypowiedzi, jak i samą treść kontrowersyjne spojrzenie na naukę, filozofię nauki, oraz na cel uprawiania filozoficznej refleksji nad nauką. W jego opinii każda dosłownie idea, każdy pomysł, choćby dziś nie wiem jak wydawał się absurdalny, może okazać się, z biegiem czasu, przydatny dla rozwoju nauki. Metodologia ta jest wyzwaniem rzuconym wszystkim dotychczasowym filozofiom nauki, z empiryzmem na czele. Istotą jego anarchizmu epistemologicznego, jest przekonanie, że podział na to, co racjonalne i to, co irracjonalne pozbawiony jest sensu, ponieważ nie istnieje jeden niezmienny zbiór reguł mogący być odniesieniem dla takiej oceny. Idea niezmiennej metody lub niezmiennej teorii racjonalności, oparta jest na zbyt naiwnym (bo jednostronnym, przyjmującym, że jest on animal rationale) poglądzie na człowieka i jego środowisko społeczne.
Do momentu pojawienia się Przeciw metodzie spory w obrębie filozofii nauki dotyczyły charakterystycznej dla nauki racjonalności postępowania badawczego. Albo postulowano jej określony model – wersja normatywna, który miałby obowiązywać w dziejach nauki zawsze i wszędzie – tu prym wiódł spór indukcyjnego modelu wiedzy z dedukcyjnym modelem wiedzy, albo opisywano – wersja deskryptywna, rzekomo zawsze występujące, działania uczonych podczas uprawiania nauki. Doniosłość idei Feyerabenda polega na tym, że zakwestionował, przez nikogo wcześniej nie podważane przekonanie o istnieniu ponadhistorycznej racjonalności postępowania badawczego (ponadhistorycznych reguł metodologicznych), zastępując je lansowaną przez siebie tezą anything goes (którą poparł badaniami nad historią nauki).
Sens reguły anything goes wyrazić można tak: dla dowolnej reguły metodologicznej prawdą jest, że z biegiem czasu hamować zacznie rozwój nauki, a w związku z tym korzystniej będzie, nie chcąc tego rozwoju hamować, zastąpić ją regułą inną, co do której również oczekiwać należy, że z biegiem czasu, zostanie zastąpiona inna regułą. Nigdy nie wiemy, co tak naprawdę może być, zwłaszcza w przyszłości, dla rozwoju nauki korzystne, a zatem: wszystko jest dozwolone.
Feyerabenda okrzyknięto najgorszym wrogiem nauki, irracjonalistą, i wrogiem postępu naukowego. Sprzyjał temu jego styl pisania. Używał języka propagandy, odwoływał się do rozmaitych chwytów marketingowych, poważną argumentację i olbrzymią erudycję przetykał żartami, a czynił to tak subtelnie, że w wielu miejscach trudno rozstrzygnąć, czy żartuje, czy mówi prawdę. Z upodobaniem odwoływał się również do polityków i myślicieli lewicowych. Cytował Lenina, Mao Zedonga, Marksa, świadomie zacierając różnicę między tym co (powszechnie uznawane było za) naukowe a propagandą i perswazją.
Gdyby nie to, że Przeciw metodzie zapewniła mu w środowisku filozoficznego establishmentu opinię skandalisty, następne jego książki uznano by za megaskandal.
Science in a Free Society jest książką, która występuje przeciwko zachodniemu racjonalizmowi i zachodniej nauce, w inny, niż Przeciw metodzie, sposób. Snuje tam Feyerabend wizję społeczeństwa, w którym wszystkie tradycje mają równe prawa i równy dostęp do centrów władzy, w odróżnieniu od demokracji liberalnej, gdzie jednostki mają równe prawa dostępu do stanowisk określonych przez specjalną tradycję – tradycję zachodniej nauki i racjonalizm.
Farewell to Reason jest apelem do zachodnich humanistów i intelektualistów, aby zaprzestali prób ulepszania życia ludzi z innych niż europejska kultur. Najwyższy już czas – pisał – aby rozstać się z przekonaniem, że „ludzkość” (cóż za pretensjonalna generalizacja) może być zbawiona przez grupy ludzi zasiadających w dobrze klimatyzowanych gabinetach.
Conquest of Abundance celuje w pokazaniu w jaki sposób specjaliści oraz zwykli ludzie, głównie przy pomocy abstrahowania (sedna zachodniej racjonalności) redukują złożoność natury i kultury i na negatywne konsekwencje z tego płynące.
Stwarzał on wrażenie, że jego działalność filozoficzna jest czymś ubocznym w jego życiu, że zajmuje się filozofią, bo jest zbyt kiepskim śpiewakiem operowym. (Feyerabenda fascynacja sztuką, a zwłaszcza współczesnym kinem i teatrem – Bertold Brecht chciał go zatrudnić jako swego współpracownika – to oddzielny rozdział jego życia.) Wielu w to uwierzyło, bo nad tym wizerunkiem pracował przez całe życie. Skutecznie wspomagał go wszędzie, gdzie tylko można okazując duży dystans i poczucie humoru w stosunku do swojej działalności filozoficznej. Prawda o jego filozoficznej działalności jest zupełnie inna. Olbrzymia ilość filozoficznej, naukowej i pięknej literatury, jaką przeczytał widoczna jest we wszystkich jego pracach, erudycyjnych, z którymi trudno jest dyskutować. Styl jego pracy był następujący. Czytał, przygotowywał wykład posługując się krótkimi notatkami, wygłaszał wykład, a następnie nadawał mu postać krótkiego tekstu, który po jakimś czasie łączył z innymi tekstami. Tak powstały wszystkie jego książki.
Przedstawiony niżej tekst jest dokładniejszym wprowadzeniem do jego poglądów. Dość obszernie referuje również jego biografię.

## Poglądy

### Ewolucja poglądów Feyerabenda
Feyerabend znany powszechnie jako filozof nauki i kojarzony z jej uhistorycznioną wersją, jest również (a może przede wszystkim) filozofem nurtu filozofii życia, i mógłby być wymieniany obok takich jej przedstawicieli jak Nietzsche, Bergson, czy Skolimowski. Istnieją dwie periodyzacje jego twórczości. Wywodząca się od Jodkowskiego, dzieląca jego twórczość na okresy umiarkowany i anarchistyczny; i wywodząca się od Kiliana dzieląca jego twórczość na okresy metodologiczny i antropologiczny (biorąca pod uwagę przesunięcie akcentów w jego filozofii, z metodologii na kwestie społeczne i antropologiczne, lecz granica między nimi jest bardziej płynna niż w przypadku periodyzacji Jodkowskiego).

### Filozofia nauki
Swoją filozoficzną drogę rozpoczyna jako empirysta i pozytywista, później skłania się ku krytycznemu racjonalizmowi, staje się wrogiem podejścia obiektywistycznego, zwolennikiem relatywizmu w wymiarze teoriopoznawczym i kulturowym, oraz pluralistycznego podejścia do zagadnienia możliwości rozwoju nauki, by skończyć jako krytyk wszystkich dotychczasowych ujęć rozwoju nauki i traktowania jej jako wyróżnionej formy ludzkiej działalności, jak również teoriopoznawczy anarchista, z biegiem czasu, krytycznie odnoszący się do relatywizmu. Krytykę relatywizmu i refleksję ontologiczną przerywa mu śmierć. Jego filozofia nauki przestawiona zostanie w oparciu o periodyzację Jodkowskiego.

#### Okres umiarkowany
Rozpoczyna Feyerabend od radykalnego pozytywizmu. Zna prace członków Koła Wiedeńskiego, szczególnie ceni, nie pozostając wobec nich bezkrytycznym, Carnapa i Krafta. Z dawniejszych pozytywistów ceni Macha, którego poglądy będzie przedstawiał na większości swoich wykładów poświęconych filozofii nauki.
Punktem wyjścia wczesnych jego poglądów jest przekonanie, że podstawą wszelkiej wiedzy jest nauka, a wszelka wiedza ma charakter empiryczny, zaś to, co empiryczne nie jest albo opiera się na logice, albo jest nonsensem. Konsekwencję tego zaś jest, że to nauka (teoria) winna się dopasować do dobrze potwierdzonych faktów (Por. Feyetrabend, Zabijanie czasu s. 71–72). Z poglądami tymi korespondują jego poglądy deterministyczne, które rozciągał nie tylko na fizykę, ale i na biologię i psychologię. Jest również zwolennikiem wyrugowania z nauki metafizyki. Podziela przekonanie Poppera i logicznych empirystów, że nauka jest wyłącznie systemem twierdzeń i że wiele złożonych kwestii z dziedziny nauk przyrodniczych da się wyjaśnić przy pomocy zwięzłej, logicznej argumentacji (Por. Feyerabend, Zabijanie czasu s. 79).
Z tego ortodoksyjnie pozytywistycznego stanowiska praktycznie nic, poza pewną wersją empiryzmu, nie ocalało w jego późniejszych poglądach. Natomiast wielki wpływ wywarło na nim spotkanie z Wittgensteinem, od którego z biegiem czasu przejmuje przekonanie, że teoretyczny pogląd na naukę i autentyczna praktyka badawcza często kroczą różnymi drogami, z których znacznie częściej właściwą jest droga praktyki (Zabijanie czasu, s. 98). Czyta, jeszcze w maszynopisie, jego rozprawy o podstawach matematyki i Philosophical Investigations, z których pisze obszerną recenzje, która de facto jest dokładną analizą tekstu, opatrzoną rozległymi komentarzami (Patrz Dzieła poz. 2).
Zanim jednak idee Wittgensteina zaczną wywierać na niego znaczący wpływ ulega silnym wpływom Poppera, który przez analogię do tytułu I tomu Open Society (The Spell of Plato – Urok Platona), nazwać można „urokiem Poppera”. Na czym on polega? Filozofia nauki Poppera jest względnie prostym zespołem reguł postępowania, jakim podporządkować się musi uczony, o ile chce się przyczynić do wzrostu wiedzy. (Inną sprawą jest faktyczna stosowalność tych reguł. Nie są to konkretne reguły dotyczące zachowania się w konkretnych sytuacjach, tylko pewnego rodzaju metadyrektywy, które ukierunkowują badania (mogą one być również nazwane „kryteriami naukowej racjonalności”). Można je wyrazić tak. Bądź krytyczny – dla sformułowanej przez siebie teorii poszukuj kontrprzypadków, a nie potwierdzeń, które nie dość, że są łatwiejsze do znalezienia, to jeszcze uśpią twoją czujność. Duża liczba potwierdzających przypadków powodowała będzie, że niewielka liczba kontrprzypadków (a może tylko jeden lub dwa), z jakimi się zetkniesz, nie będzie przez ciebie brana pod uwagę. A to kontrprzypadki są miejscami, w których twoja teoria zderza się z rzeczywistością. To one informują cię, że popełniłeś błąd. Dlatego zawsze poszukuj dla teorii kontrświadectw i dopiero niepowodzenia w ich poszukiwaniu mogą cię tymczasowo upewnić, że twoja teoria okazała hart, czyli, że tymczasowo może zostać przyjęta ze względu na negatywny wynik eksperymentu falsyfikującego. Masz jednak obowiązek oczekiwać, że twoja aktualna teoria i tak zostanie zastąpiona inną, lepszą teorią. Lepszą, czyli w wyższym stopniu falsyfikowaną, czyli taką, która będzie od twojej bardziej ogólna i przejdzie te testy, których twoja przejść nie zdołała. To wszystko, czego oczekiwać możesz od każdej teorii, bowiem krytyczne sprawdzanie teorii nie ma naturalnego końca, albowiem końca takiego nie ma rozwój nauki. Sam Feyerabend sedno popperyzmu wyraża tak: ...: racjonalna dyskusja polega na próbie krytykowania. Nie zaś udowadniania czy uprawdopodobniania. Każdy krok, który chroni jakiś pogląd przed krytyką i sprawia, że staje się on bezpieczny czy „dobrze ugruntowany” oznacza oddalenie się od racjonalności. Każdy krok wystawiający go na ciosy jest mile widziany. Ponadto zaleca się porzucenie wybrakowanej koncepcji, zakazuje się podtrzymywania jej wobec silnej i efektywnej krytyki, chyba że da się przedstawić odpowiednie kontrargumenty. Podaj swoje idee w postaci umożliwiającej ich krytykę; atakuj je bezlitośnie; nie próbuj ich bronić, lecz ukaż ich słabe punkty; pozbądź się ich, skoro tylko słabe punkty dadzą sobie znać ... .(Feyerabend, Przeciw metodzie, s. 152.)
Pod wpływem uroku Poppera przyjmuje Feyerabend, że rygorystycznie stosowane kryteria racjonalności stworzą taką praktykę naukową, którą bez wątpienia stanie się wzorcem dla wszystkich dziedzin przyrodoznawstwa (Por. Feyerabend, Zabijanie czasu s. 95). Utrzymuje on również, że głównym przedmiotem teoretycznej refleksji nad nauką jest problem rozwoju wiedzy naukowej. Akceptuje również popperowską zasadę empirycznego wzrostu – każda nowa teoria winna wyjaśniać sukcesy teorii poprzednich i prowadzić do odkrycia nowych, sprawdzalnych empirycznie, twierdzeń o świecie. Od wiedzy wymagać należy maksymalnej testowalności, a od siebie samego maksymalnego krytycyzmu wobec swoich poczynań. Do tego wszystkiego dodaje jeszcze elementy empiryzmu o wittgensteinowskim zabarwieniu – radykalne ograniczenie niezależności spekulacji teoretycznej, uzależnienie działań teoretyka od wyników eksperymentalnych.
Mówiąc krótko, krytyczny racjonalizm Feyerabenda miał być metodologią zgodną z historią nauki, zachowującą: zalety metodologii popperowskiej, antydogmatyzm wzbogacony o wittgensteinowski empiryzm, oraz zasadę proliferacji, akceptowaną i rozwijaną pod wpływem Lakatosa.

##### Metodologiczny program Feyerabenda z okresu umiarkowanego
Metodologiczny program Feyerabenda przedstawić można pod postacią dziesięciu tez, które krytykuje i dziesięciu kontrtez – zaznaczonych niżej [], które akceptuje.
1. Dwujęzykowy (obserwacyjny i teoretyczny) model nauki, w ramach którego ten drugi zależny jest (w kwestii znaczeń i prawdziwości) od pierwszego. [1] Nie istnieje sztywny podział języka na obserwacyjny i teoretyczny. język obserwacyjny jest elementem języka teoretycznego, który może być używany jako obserwacyjny przez odpowiednio przeszkolonego naukowca.
2. Teza o stabilności przyjmująca teoretyczną neutralność języka obserwacyjnego, dzięki której dokonywać można ocen spornych teorii, ponieważ znaczenia tego języka nie są funkcją teorii. [2] Wszystkie twierdzenia obserwacyjne mają teoretyczny charakter, ponieważ są one funkcją teorii w, ramach której zostały wyrażone.
3. Zdania obserwacyjne stanowią niepodważalną bazę dla każdej teorii naukowej. [3] Zdania obserwacyjne mają hipotetyczny charakter. Ulegają one zmianom wraz ze zmianą teorii.
4. Teza o niezmienności znaczeniowej, utrzymująca, że dla dobrze potwierdzonych teorii ich znaczenia nie ulegają zmianom w trakcie rozwoju nauki, ponieważ definiowane są na podstawie niepodważalnej bazy empirycznej. [4] Znaczenia twierdzeń dobrze potwierdzonych teorii mogą ulegać zmianom, ponieważ nie istnieje niepodważalna baza nauki.
5. Instrumentalizm, zgodnie z którym teorie nic nie mówią o naturze świata, systematyzując jedynie dane doświadczenia. Terminom teoretycznym nie odpowiadają żadne realnie istniejące przedmioty. [5] realizm postulujący realne istnienie opisywanych przedmiotów, a co za tym idzie postulujący jakąś ontologię, jako stanowisko trudniejsze do utrzymania od instrumentalizmu zmusza uczonych do wysiłku twórczego, tym samym przyczyniając się do wzrostu wiedzy. Wszystkie przełomy w nauce związane były ze stanowiskiem realistycznym, obecna stagnacja w fizyce jest wynikiem instrumentalistycznej interpretacji szkoły kopenhaskiej.
6. Teza o możliwości interteoretycznej redukcji, zgodnie z którą twierdzenie poprzedniej teorii wynikać muszą z twierdzeń teorii następnej. [6] Teza o redukcji ogranicza zbiór poszukiwanych teorii jedynie do tych, które dają się wyrazić w tym samym języku co teorie poprzednie. To, że wszystkie teorie naukowe muszą być wyrażone w tym samym języku nie znajduje potwierdzenia w historii nauki.
7. Zdanie wyjaśniane musi logicznie wynikać ze zdań wyjaśniających, na które składają się prawa i warunki początkowe. [7] W przełomowych momentach nauki nie jest spełniana relacja dedukowalności pomiędzy eksplanansem a eksplanandum z powodu zmiany znaczeń terminów naukowych.
8. Nowa teoria powinna być zgodna ze starą teorią co najmniej w odniesieniu do zdań obserwacyjnych (w granicach błędu obserwacyjnego), ponieważ ta pierwsza wyjaśniać musi wszystkie fakty tej drugiej.[8] Takie stanowisko jest przeszkodą dla faktycznego uprawiania i rozwoju nauki, ponieważ nowa teoria może nie wyjaśniać niektórych faktów (może je nawet unieważniać), które wyjaśniane były przez starą teorię.
9. Nowych teorii poszukiwać należy dopiero wtedy, gdy obecna teoria znajdzie się w kłopotach. [9] Pluralizm teoretyczny i zasada proliferacji jest niezbędnym składnikiem rozwoju nauki, ponieważ stwarzają one możliwości dla alternatywnych ujęć badanego problemu.
10. Postęp nauki polega na kumulatywnym powiększaniu ilości wyjaśnianych danych. Nowa teoria wyjaśnia to wszystko, co jej poprzedniczka wraz z wyjaśnieniem nowych problemów. [10] Nowe teorie o dużym stopniu uniwersalności są niewspółmierne ze starymi.

#### Okres anarchistyczny
Szczególnie kryzysogenną dla jego programu filozoficznego z okresu umiarkowanego wydaje się być teza o niewspółmierności. Można przypuszczać, że zauważona przezeń niewykonalność jednocześnie wszystkich swoich recept zaważyła w końcu na przesunięciu stanowiska filozoficzno-metodologicznego Feyerabenda na pozycje „anarchistyczne” z naczelną zasadą „anything goes”. (Jodkowski, Od krytycznego..., s. 142–143.)

##### Wpływtezy o niewspółmiernościna przejście na pozycje anarchistyczne
Akceptacja tezy o niewspółmierności jest bez wątpienia najbardziej przełomowym momentem w jego metodologii, bo, jak się zdaje, to od niej zaczyna się zwrot ku pozycjom anarchistycznym. Dlatego też warto poświęcić jej nieco uwagi. Nigdzie równościowo nie definiuje on niewspółmierności. W jej miejsce proponuje następującą definicję cząstkową:...
powiemy, że jakieś odkrycie, twierdzenie lub stanowisko jest niewspółmierne z danym kosmosem (teorią, schematem pojęciowym), jeżeli zawiesza [suspends] niektóre z jego uniwersalnych zasad. (Feyerabend, Przeciw metodzie, s. 205)
Sam zwraca uwagę na niepełność i prowizoryczność tej definicji. Argumentuje to tak:
Ponieważ niewspółmierność zależna jest od ukrytych klasyfikacji (w sensie Whorfa) i wiąże się z zasadniczymi zmianami struktury pojęciowej, trudno podać jej wyraźną definicję ... czytelnik musi dojść do zrozumienia poprzez konfrontację z mnogością przykładów i to on sam musi wydać ostateczny osąd. ... Nieobecność logiki – ma tu na myśli brak logicznej terminologii – wynika z faktu, że zajmujemy się zjawiskami spoza tej dziedziny. Celem moim jest znalezienie odpowiedniej terminologii do opisania pewnych złożonych, nie w pełni zrozumiałych zjawisk historyczno-antropologicznych, a nie ścisłe definiowanie dobrze znanych właściwości systemów logicznych. ... Niejasność omawianego wyjaśnienia odzwierciedla niekompletność i złożoność materiału, zachęcając do dalszych badań pomocnych w wyartykułowaniu problemu. ... Dlatego też nie da się zdefiniować niewspółmierności przez odwołanie się do twierdzeń. (Feyerabend, Przeciw metodzie, s. 167, 194-195)
Za Feyerabendem można podać następujące określenie niewspółmierności. Teoria T (starsza) i T’ (nowsza) są niewspółmierne, jeśli T’ zawiesza obowiązywanie niektórych z fundamentalnych zasad T. Najogólniej rzecz biorąc niewspółmierność interteoretyczna (intertheoretical incommensurability) polega na tym, że niektóre, rywalizujące ze sobą lub po sobie następujące teorie naukowe są ze sobą niezgodne, bo np. dotyczą częściowo tylko tego samego zakresu zjawisk, lub posługują się odmiennymi metodami badawczymi, czy innymi standardami oceny tego, co jest w danym momencie uznawane za naukę, albo mówią o różnych przedmiotach za pomocą tych samych słów.
Nie chodzi tu bynajmniej o to, że w trakcie zmiany teorii mamy do czynienia z tak daleko idącą zmianą języka, że uniemożliwia ona porozumiewanie się uczonych, bo języki konkurujących teorii są na siebie nieprzekładalne, a zatem np. nie można wykazać wad i zalet analizowanych teorii. Można tu posłużyć się analogią do języków etnicznych, które również całkowicie nie są na siebie przekładalne, ale nie znaczy to, że nie istnieje między ich użytkownikami możliwość komunikacji.
Niewspółmierność dotyczy tylko teorii o dużym stopniu ogólności (np. mechaniki Newtona i Einsteina) inaczej to wyrażając, teorie niewspółmierne to teorie nieinstancjalne, czyli takie, dla których procedura empirycznego sprawdzania musi być dwuetapowa: 1) – dedukcja empirycznych uogólnień, typu „Każdy obiekt rodzaju A jest obiektem rodzaju B”, danej teorii w koniunkcji z odpowiednimi warunkami brzegowymi; 2) – sprawdzenie tych uogólnień drogą badania przypadków A. (Feyerabend, Wyjaśnianie, redukcja..., s. 62)
Jodkowski zauważa, że w koncepcji Feyerabenda występują trzy odmienne charakterystyki teorii uniwersalnych. (1) Teorią uniwersalną jest teoria najwyższego poziomu, czyli taka, która nie stanowi elementu jakiejś innej teorii. Obiekty, o których orzeka nie są definiowalne niezależnie od niej – ich istnienie wynika z tej teorii. (2) Teoria uniwersalna to taka, która orzeka się o wszystkim, co istnieje, przynajmniej w jakimś aspekcie. (3) Teorią uniwersalną nazywa taką teorię, która w przeciwieństwie do tzw. empirycznych uogólnień testowalnych bezpośrednio, jest testowalna pośrednio drogą wyprowadzania z niej i określonych warunków brzegowych, empirycznych uogólnień. (Por.Jodkowski, Teza o..., s. 36–37.)
W pismach Feyerabenda wyróżnić można pięć płaszczyzn, na których pojawia się problem niewspółmierności: (1) zmienność językowa, (2) zmienność ontologiczna, (3) zmienność ilościowa konsekwencji empirycznych, (4) zmienność obserwacyjna, (5) zmienność metodologiczna, czyli problemów naukowych i kryteriów ocen. (Por. Jodkowski, Teza o..., s. 8–34.)
(1) Problem zmienności językowej, czyli zagadnienie zmiany znaczeń terminów naukowych występujący przy przechodzeniu od jednej teorii do drugiej jest najczęściej dyskutowaną kwestią feyerabendowskiej tezy o interteoretycznej niewspółmierności.
Celem ewentualnego porównania takich dwóch sukcesywnych teorii można by wprowadzić jakiś neutralny język, na który ich twierdzenia byłyby przekładalne bez zniekształcania ich treści lub przy założeniu, że twierdzenia dawnej teorii byłyby całkowicie przekładalne na język nowej teorii. Zdaniem Feyerabenda, żadna z obydwu procedur nie jest możliwa do przeprowadzenia, ponieważ zakładać by musiała jakąś postać dwujęzykowego modelu nauki, w ramach którego podział pozalogicznych terminów naukowych na obserwacyjne i teoretyczne mógłby być przeprowadzony zgodnie z jakimś niearbitralnym kryterium. Feyerabend się tu przykładem przejścia od teorii Newtona do teorii Einsteina.
W oparciu o kontekstualną teorię znaczenia argumentuje Feyerabend, że odzwierciedlona w różnicy fundamentalnych zasad oraz w znaczeniach zdań obserwacyjnych, różnica pomiędzy alternatywnymi teoriami może być tak duża, iż twierdzenia jednej teorii nie dają się wyrazić przy pomocy terminologii stosowanej przez drugą teorię. Nie oznacza to wcale, że obowiązuje to dla każdej pary alternatywnych teorii. Niewspółmierność dotyczy jedynie teorii o dużym stopniu uniwersalności (nie są nimi, w jego opinii astronomie Ptolemeusza i Kopernika). Zmiany znaczeń powstają wtedy, gdy podstawowe reguły teorii ulegają zmianom, co ma miejsce w dwóch przypadkach: (a) gdy wszystkie pojęcia poprzedniej teorii mają w świetle nowej teorii zerową ekstensję, oraz (b) gdy reguły nowej teorii w nowy sposób ujmują klasy przedmiotów lub zdarzeń.
Mówiąc o niewspółmierności językowej wskazuje on na istnienie niewspółmiernych schematów pojęciowych w obrębie myślenia, działania i percepcji. Sam rozwój myślenia, działania i percepcji również przechodzi przez wzajemnie niewspółmierne stadia, a w związku tym i poglądy, zwłaszcza te na kwestie najbardziej fundamentalne, uczonych reprezentujących różne szkoły, dyscypliny czy okresy różnią się tak dalece od siebie, jak ideologie tkwiące u podstaw różnych kultur. (Por. Feyerabend, Przeciw metodzie, s. 195–196.)
Wskazuje on na pięć cech języka powodujących niewspółmierność (Por. Jodkowski, Teza o..., s. 40–41.) (I) Języki naturalne zawierają dobrze rozwinięte ontologie, z czego wyciąga wniosek, że nie jest prawdą, iż język naturalny jest tak szeroki i tolerancyjny, że można w jego ramach sformułować każdą teorię naukową. (II) Odmienne języki na ogół wyrażają odmienne ideologie, powstałe na gruncie codziennego użycia języka i wyrażające przekonania funkcjonujące na gruncie danej kultury. (III) Języki nie tylko opisują zdarzenia, ale również je kształtują, ponieważ ich składowymi są kosmologia, ogólny pogląd na świat i społeczeństwo. Powołuje się tu Feyerabend na Bacona i Whorfa. (Por. Ferabend, Przeciw metodzie, s. 166) (IV) Oznaką niewspółmierności języków używanych przez jego dwóch użytkowników jest fakt, że wypowiedzi jednego z nich mogą się wydawać absurdalne dla drugiego. (V) Dla dwóch dowolnych języków naturalnych nie istnieją tzw. wierne przekłady pozwalające na bezpośrednie tłumaczenie bez pogwałcenia ich gramatyk czy reguł znaczeniowych. Feyerabend wyraża to następująco:
Językoznawcy przypominają nam, że nie da się nigdy tłumaczyć w sposób dosłowny, nawet jeżeli używa się złożonych definicji kontekstowych. (Feyerabend, Przeciw metodzie, s. 199)
Językowe przyczyny niewspółmierności interteoretycznej w ramach koncepcji Feyerabenda są następujące. (a) Znaczenia terminów są ściśle skorelowane z teoretycznym kontekstem, do tego stopnia, że opis jakiegoś zjawiska jest jednocześnie uznaniem jakiegoś prawa. Konsekwencją tego jest to, że (b) żadna uniwersalna teoria nie jest w stanie przypisać danemu terminowi takiego znaczenia jakie ma on w jakiejś innej teorii uniwersalnej (ze względu na diametralnie odmienny zbiór zasad fundamentalnych). Próby powiązania pierwotnych terminów jednej teorii uniwersalnej z terminami drugiej teorii uniwersalnej za pomocą praw pomostowych pociągną za sobą albo bezsensowność tych praw lub ich faktualną niepoprawność. Wyciąga z tego Feyerabend wniosek, że (c) z perspektywy poprzedniej uniwersalnej teorii nie można sformułować żadnego twierdzenia aktualnej teorii uniwersalnej, ponieważ nowo powstały system pojęciowy nie tylko zaprzecza istnieniu stanów rzeczy, o których orzekała się teoria poprzednia, lecz również nie pozwala na sformułowanie tez o takich stanach rzeczy, z racji na to, iż nie podzielają one żadnego pojedynczego stwierdzenia. Wynika z tego, że (d) pojęcia teorii zastępowanej nie mają żadnych synonimów pośród pojęć teorii zastępującej. (Por. Kilian, Od metody..., s. 152)
(2) Przy zmianie teorii uniwersalnej w opinii Feyerabenda musi nastąpić zmiana ontologii, ponieważ teoria naukowa zawiera w sobie ontologię orzekającą o istnieniu określonych przedmiotów. Zmiana teorii uniwersalnej powoduje całkowitą zmianę ontologii. Alternatywne teorie mają alternatywne ontologie, tak dalece od siebie odmienne, że przy zmianie teorii wcześniejszy świat teorii znika. Okazuje się, że przedmioty, o których traktowała teoria dawniejsza po prostu nie istnieją. Wyraża to następująco: To co się dzieje, jest raczej całkowitym zastąpieniem ontologii (i być może nawet formalizmu) teorii T’ przez ontologię (i formalizm) teorii T, a także odpowiednio do tego – zmianą znaczeń elementów deskryptywnych formalizmu T’ (o ile elementy te i formalizm są nadal używane). ... W skrócie, wprowadzenie nowej teorii jest zmianą poglądu zarówno na obserwowalne, jak i na nieobserwowalne własności świata, oraz odpowiednio do tego – zmianą znaczeń nawet najbardziej „podstawowych” terminów używanego języka. (Feyerabend, Wyjaśnianie, redukcja..., s.62-63.)
Najczęstszym przykładem niewspółmierności jakim się posługuje Feyerabend jest relacja niewspółmierności zachodząca pomiędzy klasyczną mechaniką nieba i ogólną teorią względności (Por. Feyerabend, Przeciw metodzie,s. 192-196.) O niewspółmierności w ramach jego koncepcji można mówić jedynie w odniesieniu do teorii uniwersalnych (nieinstancjalnych). Relacja niewspółmierności występuje również, zauważa Feyerabend, pomiędzy: (a) językami naturalnymi (pomiędzy pojęciami i rodzinami pojęć), (b) alternatywnymi systemami pojęciowymi (których terminy pierwotne nie mogą być łączone drogą praw pomostowych, zapewniających ich przekładalność i zgodność z faktami), (c) teorią a pojedynczymi twierdzeniami (hipotezy mogą być niewspółmierne z twierdzeniami bazowymi), (d) ontologiami sugerowanymi przez teorie naukowe, czy języki.
Ostatecznie bardzo często odkrywamy – pisze Feyerabend – że przedmioty, o których myśleliśmy, że istnieją, faktycznie nie istnieją. Uświadomiwszy to sobie, musimy eliminować i zastępować terminy oznaczające te przedmioty z naszego faktualnego opisu (który przynajmniej w naukach przyrodniczych ma dotyczyć istniejących rzeczy, procesów, relacji itd.), a to może, oczywiście, prowadzić do gwałcenia wymagania niezmienności znaczeniowej. Rozumowanie to jest ogólne i nie zależy od tego, czy terminy, których znaczenia są badane, są obserwacyjne. (Może okazać się, że nawet przedmioty rzekomo bezpośredniej obserwacji nie istnieją. (Feyerabend, Problems of..., s.170.)
Wyciągnąć można z tego wniosek, że zmiany językowe w ramach teorii są wtórne względem zmian ontologicznych.
W umiarkowanym okresie swojej twórczości utrzymywał Feyerabend, że wraz ze zmianą teorii uniwersalnej ma miejsce całkowita zmiana ontologii, w swych późniejszych pracach stwierdza, że niewspółmierność polega nie na negowaniu istnienia przedmiotów, o których orzekała się poprzednia teoria, lecz na tym, iż wraz z nową teorią zdania o przedmiotach z poprzedniej teorii stają się bezsensowne. (Por. Feyerabend, Przeciw metodzie, s. 248) Zmianie ulega samo pojęcie przedmiotu – te ostatnie, w ramach teorii uniwersalnej zbudowane są zgodnie z pewnymi uniwersalnymi zasadami konstrukcji dopuszczającymi z jednej strony istnienie określonych przedmiotów czy stanów rzeczy, z drugiej zaś strony zaprzeczających istnieniu określonych rzeczy czy stanów rzeczy. Tych ostatnich w ramach nowej teorii nie można ani odkryć ani o nich mówić bez pogwałcenia uniwersalnych zasad konstrukcji. Odrzucenie teorii pociąga za sobą automatycznie odrzucenie (zawieszenie) jej uniwersalnych zasad konstrukcji, czego konsekwencją jest odrzucenie obrazu świata jaki był dziełem tej teorii.
Mówiąc o ontologicznej niewspółmierności powołuje się Feyerabend na teorię Whorfa o ukrytych klasyfikacjach oraz na Piageta o rozwoju psychiki dziecka. Przykłady te nie są przykładami z dziedziny nauk przyrodniczych. Z tej dziedziny podaje przykłady kosmologii greckiej z okresu Homera i klasycznej kosmologii greckiej, czy teorii Newtona i Einsteina. Operuje on jedynie samymi przykładami.
(3) O zmienności ilościowej konsekwencji empirycznych (Feyerabend nie używa tego określenia. Jest ono autorstwa Jodkowskiego. Por. Jodkowski, Teza o..., s. 11.) mówi Feyerabend stwierdzając, że niewspółmierne teorie różnią się w kwestii wartości liczbowych empirycznych konsekwencji jakie z nich wynikają. Twierdzenie to obowiązuje dla każdej pary kolejno po sobie następujących alternatywnych teorii. Podstawą jego prawomocności, na której opiera się Feyerabend jest różnica w wyjaśnieniu przez Galileusza i Newtona swobodnego spadku ciał. Zmienność przyspieszenia swobodnie spadających ciał, o której mówi Newton pozostaje w sprzeczności z rozstrzygnięciami Galileusza, w ramach których przyspieszenie jest stałe. Zmiana przyspieszenia na krótkich odcinkach jest niewykrywalna nawet przy pomocy bardzo czułych instrumentów – rozbieżności pomiędzy tymi alternatywnymi teoriami mieszczą się zatem w granicach błędów pomiaru. Jednakże na dostatecznie długich odcinkach spadku (których ani Galileusz ani Newton nie byli w stanie poddać analizie) wyniki osiągane przy pomocy owych teorii będą już rozbieżne (o czym wiemy, ponieważ nasze techniki pomiarowe są dokładniejsze). Jodkowski zauważa, że empiryczna nierozróżnialność alternatywnych teorii w określonym zakresie zjawisk powinna być zrelatywizowana do określonej epoki. Zmienność ilościowa będąca konsekwencją empirycznej nierozróżnialności, która sama nie powinna być utożsamiana z niewspółmiernością, stanowi dla Feyerabenda podstawę dla argumentowania na rzecz niewspółmierności. (Por. Jodkowski, Teza o..., s. 11)
Względy ilościowe wykluczają dedukcyjne powiązanie czy uzgodnienie alternatywnych teorii. Aby powiązać dedukcyjnie wspomniane teorie należy zastosować zabiegi immunizacyjne. Można by, zatem albo do teorii Newtona dołączyć takie (fałszywe) warunki brzegowe, które zapewniłyby stałość przyspieszenia albo (równie fałszywe) założenie o stałości przyspieszenia, celem uzgodnienia jej z teorią Galileusza.
(4) Idea zmienności obserwacyjnej zakłada, że uczeni będący zwolennikami odmiennych teorii odmiennie będą postrzegali świat, przy radykalnie odmiennych obserwacjach mamy do czynienia z niewspółmiernymi teoriami.
Jodkowski (Teza o..., s.16-17) wskazuje na trzy rozumienia idei zmienności obserwacyjnej funkcjonujące we współczesnej filozofii nauki. (a) Stanowisko najłagodniejsze utrzymuje, że istnieją teoretycznie neutralne obserwacje. Uteoretyzowanie obserwacji rozumie się tu jako zogniskowanie uwagi, czyli pogląd, że zmiana teorii pociąga za sobą jedynie zmianę znaczenia obserwacji – te, które uważane były za kluczowe w ramach jednej teorii, mogą mieć w ramach drugiej jedynie drugorzędne znaczenie (Carnap). (b) W ramach bardziej radykalnego stanowiska (które można nazwać umiarkowanym) w każdej obserwacji istnieje element teoretyczny oraz czysto obserwacyjny. Podczas przejścia od jednej teorii do drugiej zmianie ulegają nie dane i fakty, lecz jedynie ich interpretacje (Popper). (c) Najbardziej radykalne stanowisko głosi całkowitą zależność obserwacji od teorii (Kuhn i Feyerabend).
Feyerabend silnie podkreśla teoretyczny charakter obserwacji. Stwierdza wręcz, że uczeni akceptujący alternatywne teorie, żyją w alternatywnych światach obserwacyjnych. Utrzymuje on, że przyjęcie określonych teorii naukowych powoduje określony sposób widzenia świata, co z kolei pociąga za sobą wpływ na nasze ogólne przekonania i oczekiwania. Konsekwencją uteoretyzowania wyników doświadczenia jest ich niemożliwość weryfikacji niezależnie od teorii, co podważa wszystkie tradycyjne ujęcia tego problemu, w ramach których alternatywne teorie mają być osądzane za pomocą twierdzeń formułowanych w języku obserwacyjnym. Tak radykalne stanowisko Feyerabenda, zauważa Jodkowski, pociąga za sobą następującą konsekwencję.
Jeśli bowiem rzeczywiście obserwacje są tak uteoretyzowane, jak twierdzi Feyerabend, to być może są one odwoływalne nie tylko po odkryciu, iż popełniono niedopatrzenie w procesie obserwowania (widzenia, słyszenia itd.), lecz także zupełnie niezależnie od tego procesu – wskutek zmiany dokonanej w wybitnie teoretycznej części wiedzy. (Jodkowski, Teza o..., s. 13.)
W ramach koncepcji Feyerabenda teorie alternatywne mogą nie podzielać żadnego jednostkowego zdania obserwacyjnego. Każda teoria posiadać ma swoje własne doświadczenia, które nie krzyżują się zakresowo. Swój radykalizm w tej kwestii tłumaczy występowaniem tzw. nastawień mentalnych, czyli faktu, że nasza aparatura postrzeżeniowa wytwarzać może obrazy, które trudno jest porównywać przy bezpośrednim postrzeganiu obrazu. Porównanie takie zachodzić może dopiero w pamięci.
(5) Zmienność metodologiczna (problemów naukowych i kryteriów ocen) powstała w wyniku zmiany paradygmatu pociąga za sobą znaczną trudność w komunikacji interteoretycznej. To, co dla zwolenników jednej teorii zasługuje na szczególną uwagę, dla ich oponentów może być obojętne lub pozbawione wartości.
Zmienność problemów naukowych powoduje trudności przy wyborze pomiędzy alternatywnymi teoriami. Brak owej zmienności znacznie upraszczałby problem – o wyborze teorii decydowałyby np. takie kryteria jak proponował Popper, czyli np. która rozwiązuje więcej problemów, dokładniej rozwiązuje problem, jest lepiej potwierdzona, w wyższym stopniu falsyfikowalna, sprawdzalna itd. Jednakże nowa teoria w znacznej mierze rozwiązuje inne problemy, unieważniając naukowy status pewnej ilości problemów poprzedniej, co pociąga za sobą potrzebę wartościowania obu zbiorów problemów odpowiadających obu teoriom. Spory naukowe przypominają raczej uprawianie propagandy, niż poszukiwanie prawdy. Zdaniem Feyerabenda o wyniku dyskusji naukowej przesądza raczej uznanie autorytetu jednej ze stron, a nie jej racjonalnych argumentów. W tej perspektywie ocenia on autorytet negatywnie.
Uznanie zjawiska niewspółmierności, zauważa Feyerabend, poważnie ogranicza skuteczność tradycyjnej, niedialektycznej, argumentacji, którą, w tym przypadku, wiąże Feyerabend z kumulatywnym modelem nauki, biorąc za wzorzec krytyczny racjonalizm Poppera.: Czy możliwe jest – pyta – abyśmy mieli do dyspozycji zarówno naukę w znanej nam postaci, jak i owe reguły? ... Odpowiedzią na to pytanie zdaje się być stanowcze i gromkie Nie!. (Feyerabend, Przeciw metodzie, s. 154)
Atak Feyerabenda wymierzony jest w taki oto, Popperowski, model kumulatywny, zabraniający jakichkolwiek zabiegów immunizacyjnych. Zastąpienie, drogą falsyfikacji, starej (mniej ogólnej) teorii, teorią (bardziej ogólną) nową, drogą przypuszczeń (wysuwania hipotez) i ich refutacji, odbywa się poprzez: (a) eliminację obszaru niepowodzeń starej teorii, czyli tej jej treści empirycznej, która obalona zostaje za pomocą teorii nowej; (b) włączenia sukcesów starej teorii, czyli tej treści empirycznej teorii nowej, która potwierdza starą; (c) wzbogacenie nowymi przewidywaniami. (Por. Feyerabend, Przeciw metodzie, s. 154.)
Model ten bazuje na Popperowskim schemacie rozwoju wiedzy: P1→TP→EB→P2, oraz na umiarkowanym stanowisku w kwestii uteoretyzowania obserwacji, zgodnie z którym w każdej obserwacji wyłonić można element teoretyczny i czysto obserwacyjny, a podczas przejścia od jednej do drugiej teorii zmianom ulegają nie dane i fakty, lecz tylko ich interpretacje.

##### Kontrindukcjonizm
Jego najgłośniejsza książka Przeciw metodzie, w której rozwija idee anarchizmu metodologicznego (epistemologicznego) i zasadę poznawczą anything goes daje, tak ze względu na formę wypowiedzi, jak i samą treść kontrowersyjne spojrzenie na naukę, filozofię nauki, oraz na cel uprawiania filozoficznej refleksji nad nauką. Jest ona wyzwaniem rzuconym wszystkim dotychczasowym filozofiom nauki, z empiryzmem na czele. Twierdzi, że o ile anarchizm nie jest specjalnie atrakcyjną filozofią polityczną (zauważa bowiem, że większość wybitnych anarchistów społecznych, włączając w to Kropotkina i Baukunina – nie jest w stanie uwolnić się od mitu nauki, jako dziedziny, która jest w stanie rozwiązać wszystkie problemy społeczne (por. Feyerabend, Przeciw metodzie, s. 20) to dla epistemologii i filozofii nauki jest doskonałym lekarstwem, ponieważ jest bardziej ludzki i lepiej sprzyja postępowi niż wszystkie dotychczasowe koncepcje, postulujące logiczne uporządkowywanie teorii naukowych, lub nawiązujące do innych form ich racjonalnych rekonstrukcji.
Nawiasem mówiąc, trzeba zwrócić uwagę na to, że częste używanie przeze mnie takich słów jak „postęp”, „rozwój”, „ulepszenie” itd. nie jest z mojej strony urojeniem, że posiadam szczególną wiedzę o tym, co jest dobre, a co złe w poszczególnych dyscyplinach, ani że chcę narzucić tę wiedzę czytelnikom. Każdy może odczytywać te terminy na swój sposób i zgodnie z tradycją, do której należy. Tak więc dla empirysty postęp oznaczać będzie przejście do teorii, która oferuje bezpośrednie testy empiryczne dla większości swoich podstawowych założeń. ... Dla innych „postęp” oznaczać może unifikację oraz harmonię, być może nawet kosztem adekwatności empirycznej. – Por. Feyerabend, Przeciw metodzie, s. 26.
Istotą jego anarchizmu epistemologicznego (Feyerabend używa zamiennie określeń „anarchizm teoretyczny” „anarchizm metodologiczny” i „anarchizm epistemologiczny”), który nazwać można również kontrindukcjonizmem, jest przekonanie, że podział na to, co racjonalne i to, co irracjonalne pozbawiony jest sensu, ponieważ nie istnieje jeden niezmienny zbiór reguł mogący być odniesieniem dla takiej oceny.
Intencją moją nie jest zastąpienie jednego zbioru ogólnych reguł innym takim zbiorem: intencją moją jest raczej przekonanie czytelnika, że wszystkie metodologie, nawet te najbardziej oczywiste, posiadają ograniczenia. (Feyerabend, Przeciw metodzie, s. 30. Wszystkie przedfeyerabendowskie metodologie zakładały istnienie takiego zbioru reguł, twierdząc, że istnieją specyficzne dla nauki powody dokonywania takich ocen. Żadna wcześniejsza metodologia nie podawała w wątpliwość istnienia charakterystycznej dla nauki racjonalności postępowania, spory pomiędzy szkołami metodologicznymi dotyczyły właśnie kryteriów wyboru takiego zbioru reguł, jeśli metodologię uważały za dyscyplinę normatywną, bądź chciały dokonać poprawnego opisu naukowej racjonalności, o ile postulowały deskryptywny charakter metodologii. Zdaniem Feyerabenda należy odrzucić owo podstawowe założenie wszystkich dotychczasowych systemów metodologicznych, że istnieje taka charakterystyczna dla nauki racjonalność postępowania badawczego.
Sens owej „fundamentalnej zasady” Feyerabenda przedstawić można tak. Każda dosłownie idea, każdy pomysł, choćby dziś nie wiem jak wydawał się absurdalny, może okazać się, z biegiem czasu, przydatny dla rozwoju nauki. Jest więc oczywiste, że idea niezmiennej metody lub niezmiennej teorii racjonalności, oparta jest na zbyt naiwnym poglądzie na człowieka i jego środowisko społeczne.
Dla tych wszystkich, którzy przyglądają się bogatemu materiałowi dostarczonemu przez historię i którzy nie mają zamiaru zubożyć go w celu zaspokojenia swych niższych skłonności, swej tęsknoty za intelektualnym bezpieczeństwem przyjmującym formę jasności, precyzji, „obiektywności” i „prawdy”, stanie się jasne, że istnieje tylko jedna zasada, której bronić można we wszystkich okolicznościach i we wszystkich stadiach rozwoju ludzkości.
Oto owa zasada: nic świętego. (Feyerabend, Przeciw metodzie, s. 26) Zwrot „fundamentalna zasada” nieprzypadkowo umieszczony jest w cudzysłowie. Feyerabend nie utrzymuje w Przeciw metodzie żadnej tezy metodologicznej. Nawet fundamentalna zasada „wszystko ujdzie” nie jest tak naprawdę zasadą. Mógłby ją głosić, w perspektywie znanych z historii nauki faktów, gdyby był racjonalistą, co obligowałoby go do poszukiwania jakiejś uniwersalnej zasady, a przecież on racjonalistą nie jest. ...” nic świętego” nie jest wyznawaną przeze mnie „zasadą” – nie sądzę, aby zasady można było stosować i owocnie o nich dyskutować poza konkretną sytuacją badawczą, na którą mają oddziaływać – lecz okrzykiem przerażenia racjonalisty, który wnikliwie przygląda się historii. (Feyerabend, Przeciw metodzie, s. 7.)
Po tych wstępnych uwagach łatwiej będzie przedstawić zasadnicze idee Against Method. Chodzi mu w niej głównie o przedstawienie opozycji między racjonalnością i ładem, z jednej strony, a anarchizmem, z drugiej, jako sposobami zdobywania wiedzy. Warto również w tym miejscu wspomnieć o formie tej książki. Jest ona kolażem, w którym poukładał swoje wcześniejsze poglądy na naukę. O formie tej zdecydowały nie tylko artystyczne skłonności Feyerabenda, lecz również jego przekonania dotyczące struktury samej rzeczywistości i nauki. U podstaw tych przekonań tkwią następujące założenia:
1. Świat – włączając w to naukę – jest złożoną i nieuporządkowaną całością niedającą się ująć prostymi teoriami i regułami;
  1. Istnieje wiele sposobów porządkowania otaczającego nas świata;
2. Samo rozumowanie, nie poparte argumentami natury empirycznej, jest w odniesieniu do filozofii i nauki mało skuteczne;
  1. Próby przełożenia złożonego problemu na język logiki (tzw. jego doprecyzowanie) najczęściej powodują stworzenie innego problemu lub ominiecie pierwotnego problemu naukowego;
  2. Bogaty i wieloznaczny język potoczny w odniesieniu do analiz problemów naukowych jest lepszy, bo elastyczniejszy i subtelniejszy, od technicznego żargonu filozoficznego, który zawsze jest jednostronny;
3. Nie istnieje jeden uniwersalny zdrowy rozsądek mogący stanowić podstawę pozwalającą, drogą odwołania się do niego, na jakiekolwiek próby tzw. „ostatecznego” wyjaśniania rzeczywistości; 3.1) Nie ma jednego zdrowego rozsądku, lecz wiele;
4. Nie ma wiedzy bez „chaosu”;
5. Nie ma postępu bez częstego odżegnywania się od rozumu; 5.1) Rozum, sprowadzany do niezmiennego zbioru reguł, fundujących możliwość poznania, jest nie do pogodzenia z nauką i nie mógł przyczynić się do jej rozwoju;
6. W samej nauce jest wiele sprzecznych elementów, z różnymi strategiami, rezultatami, metafizycznymi ozdobnikami.
  1. Nauka jest kolażem nie systemem...
    1. nauka jest o wiele bardziej „niechlujna” i „irracjonalna” niż jej metodologiczny obraz;
7. Nauka zachodnia nie jest jedynym skutecznym sposobem poznania rzeczywistości, jest ich wiele, tak jak wiele jest kultur, z których każda wypracowuje, aby przeżyć, swój sposób współdziałania z rzeczywistością (np. magia);
  1. Może istnieć wiele różnych rodzajów nauki, ponieważ wywodzący się z różnych tradycji społecznych (kulturowych) ludzie różnie podchodzić mogą do świata, tym samym dowiadując się o nim różnych rzeczy;
  2. Celem nauki, jak i wszelkiej poznawczej refleksji nad światem jest rozszerzanie ludzkiej wolności, wspomaganie godnego życia i odkrywanie tajemnic natury;
8. Naukę należy chronić przed ideologiami (np. racjonalizmem);
  1. Najlepszą ochroną dla nauki stanowi odrzucenie wszelkich uniwersalnych standardów i sztywnych tradycji;
9. Wszystkie instytucje naukowe winny być poddane publicznej kontroli, tam zwłaszcza gdzie nauka wywiera wpływ na społeczeństwo i kulturę, czyli praktycznie rzecz biorąc wszędzie;
  1. Społeczeństwo chronić należy przed zideologizowaną nauką;
  2. Naukę należy oddzielić od państwa;
  3. Wyników naukowych powinno się nauczać jako jednego (a nie jedynego) z wielu poglądów na świat;
10. Jedyną metodologią, która poradzić sobie może z tak złożonym fenomenem, jakim jest nauka, jest metodologia pluralistyczna, świadoma swych historycznych uwarunkowań, nie przesądzająca w oparciu o aktualnie obowiązujące kryteria, co jest nauką a co nią nie jest, oraz co jest, a co nie jest przydatne dla rozwoju nauki, życzliwie traktująca zarówno „obalone” już teorie, jak i wszelkie zagrożone „obaleniem” rozstrzygnięcia;
  1. Nie istnieje jedna reguła, która obowiązywałaby we wszystkich warunkach, ani jeden sposób działania, do którego zawsze można się odwoływać. Jak z powyższych założeń widać jego program, a w szczególności teoretyczny anarchizm ma również wymiar społeczny. (Dokładniej rozwinięty przez niego w Science in a Free Society, którą Feyerabend traktuje jako drugi tom Against Method. Te dwie płaszczyzny pojawiać się już będą we wszystkich pozostałych jego książkach i w większości artykułów.)

Dlaczego anarchizm jest najlepszą filozofią nauki? Albowiem jest najlepszą metodą – jako jedyne stanowisko pomaga w osiągnięciu postępu w dowolnym znaczeniu tego słowa. (Por. Feyerabend, Przeciw metodzie, s. 26.) Realizuje to przy pomocy jedynej, możliwej w każdych warunkach do przyjęcia „zasady”, „wszystko ujdzie”, wypracowanej w oparciu o analizy materiału z historii nauki.
Zgodnie z historią nauki nie istnieje ani jedna zasada postępowania badawczego, której kiedyś by nie naruszono celem postępu w zdobywaniu wiedzy. Wielkie przełomy w nauce są konsekwencjami porzucenia lub nieświadomego złamania, powszechnie obowiązujących w danym momencie historycznym, reguł metodologicznych. Dla każdej takiej reguły istnieją sytuacje, w których należy nie tylko ją złamać, ale i zastosować względem niej kotrregułę, doprowadzającą często np. do akceptacji wewnętrznie sprzecznych hipotez, lub przyjęcia ad hoc hipotez sprzecznych z już uznanymi. W tym miejscu Feyerabend, uprzedzając krytykę, osią której byłoby stwierdzenie, że postępowanie takie wiedzie do akceptacji sprzeczności, zaznacza, iż uczony najczęściej przy jej pomocy (tzn. świadomie ją ignorując) otrzymuje ciekawe, teoretycznie lub empirycznie, wyniki.
 Otóż nauka nigdy nie jest zakończonym procesem, zatem zawsze jest ona „przed” faktem. Stąd też prostota, elegancja lub zgodność nie są nigdy koniecznymi warunkami praktyki naukowej. ... Logicznie doskonałe wersje (o ile takie istnieją) zazwyczaj pojawiają się w długi czas po tym, jak wersje niedoskonałe przyczyniły się do wzbogacenia nauki. (Feyerabend, Przeciw metodzie, s. 27.)
Zasadniczą kontrregułę stanowi postulat postępowania kontrindukcyjnego, mający dwie składowe, uczonemu zaleca się wprowadzanie i szczegółowe sprawdzanie hipotez niezgodnych z: (a) dobrze potwierdzonymi teoriami; lub (b) faktami.
Kontrindukcja jest faktem, bo nauka bez niej nie mogłaby istnieć, a przez to staje się uprawomocnionym posunięciem w konstruowaniu teorii naukowych. (Feyerabend, Przeciw metodzie, s. 28–32.)
Rozważania te opatruje Feyerabend istotnymi uwagami:
1. Stosowane przez uczonych, celem przeforsowania nowego stanowiska, procedury kontrindukcyjne, w żadnym przypadku w stanie ani umniejszyć racjonalności ani wiarygodności starego ujęcia, jedyne, co tym sposobem można osiągnąć, to zmniejszenie wpływu starych osiągnięć, na umysły tych, którzy już chcą, lub będą w niedalekiej przyszłości, głównie pod wpływem propagandy, chcieli zostać zwolennikami nowego ujęcia.
2. Nikt nie jest w stanie przewidzieć, jakie elementy z nowo lansowanego ujęcia okażą się z biegiem czasu owocne – i przyczynią się do powtórnego zwycięstwa rozumu, czyli uznania za racjonalne, tego, co z obecnego punktu widzenia nie może być ocenione inaczej – (te „odchylenia” i „błędy” stanowią warunki wstępne postępu. Feyerabend, Przeciw metodzie, s. 158) – niż jako irracjonalne (... ani reguły, ani zasady, ani nawet fakty nie są uświęcone raz na zawsze. Feyerabend, Przeciw metodzie, s. 128) – jedynym dla tego probierzem są skłonności i upodobania zwolenników nowego ujęcia.
3. Często zdarzają się sytuacje, że nawet najbardziej liberalne, z obecnego punktu widzenia, reguły metodologiczne wyeliminować mogą stanowisko, które z przyszłego punktu widzenia byłoby dla rozwoju nauki korzystne.
4. Nierównomierności historycznego rozwoju rozmaitych dyscyplin i specjalności naukowych skutecznie uniemożliwia racjonalną rekonstrukcje procesów rozwojowych nauki.
5. Żadna z nieuhistorycznionych filozofii nauki nie jest w stanie pogodzić autentycznych procesów rozwojowych nauki ze swymi zasadami oceniania teorii.
6. Pomimo teoretycznej możliwości przeprowadzenia następujących dystynkcji: kontekst odkrycia – kontekst uzasadnienia, fakty – normy, terminy obserwacyjne – terminy teoretyczne, żadna z nich nie odgrywa istotnej roli w praktyce badawczej, a próby ich rygorystycznego przestrzegania skutecznie uniemożliwiłyby rozwój nauki.
7. Nie istnieją mimo to, powszechnie ważne racje na rzecz stanowiska kontrindukcyjnego, jak każde stanowisko metodologiczne, ma swoje ograniczenia. Inaczej to wyrażając, zdarzyć się mogą sytuacje, że chcąc przyczynić się do wzrostu wiedzy należy z kontrindukcjonizmu zrezygnować. Może, oczywiście, nadejść taki czas, kiedy trzeba będzie uznać przejściową przewagę rozumu kiedy mądrze będzie bronić jego praw do wykluczenia wszystkiego, co nie jest z nim zgodne. (Feyerabend, Przeciw metodzie, s. 21.)

Głosząc pochwałę kontrindukcjonzimu powołuje się Feyerabend nie tylko na filozofów nauki i uczonych, ale i na filozofów i działaczy społecznych, którzy, na pierwszy rzut oka, z filozofią nauki nie mają nic wspólnego: Marxa, Lenina i Trockiego. Ale przecież, w ramach jego podejścia, nie ma kryteriów bezwzględnie rozstrzygających co jest, a co nie jest nauką.

### Wolne społeczeństwo i jego wrogowie
Społeczny wymiar filozofii Feyerabenda sprowadza się do jednego celu: stworzenia równych szans dla wszystkich tradycji, co sprowadzać się ma z jednej strony do usunięcia przeszkód, tworzonych przez intelektualistów i specjalistów, wobec tradycji różniących się od ich własnych; a z drugiej strony do usunięcia samych specjalistów (naukowców) z centrum życia społeczeństwa.

#### Wolne społeczeństwo
Wolne społeczeństwo Feyerabend określa tak:
Wolne społeczeństwo to społeczeństwo, w którym wszystkie tradycje mają równe prawa i równy dostęp do centrów władzy (to właśnie różni od zwykłej definicji, gdzie jednostki mają równe prawa dostępu do stanowisk określonych przez specjalną tradycję – tradycję Zachodniej Nauki i Racjonalizm) (s. 7).
Nazwy te nieprzypadkowo pisze Feyerabend dużą literą, zaznaczając w ten sposób absolutyzację tych kategorii (np. „Rozum” to ponadhistoryczny rozum, zaś „rozum” to pojęcie, którego używa Feyerabend w technicznym sensie, podobnie „Praktyka” i „praktyka”, „Nauka” i „nauka” itp.)

#### Wrogowie wolnego społeczeństwa
Wrogami wolnego społeczeństwa są specjaliści i intelektualiści, co widać, jego zdaniem, przez pryzmat analiz jakie wywierają idealizm, naturalizm, interakcjonizm, obiektywizm na wpływowe tradycje. Punktem wyjścia przekonań Feyerabenda, jest, że racjonalność jest niczym więcej niż jedną z wielu tradycji w kulturze. Z całą pewnością nie jest ogólnym standardem, do którego dostosować muszą się pozostałe tradycje.

##### Idealizm
Idealizm przyjmuje, że Praktyka (praktyka nauki, sztuki, języka naturalnego zwyczajów w przeciwieństwie do formalnych praw) stanowi surowy materiał, który dopiero musi być uformowany przez Rozum. To dopiero świadome i systematyczne stosownie Rozumu do częściowo ustrukturalizowanego, częściowo amorficznego materiału daje nam Naukę, Społeczeństwo w którym warto żyć, czy Historię, która może tym się poszczycić, że została w najlepszy możliwy sposób uczyniona przez ludzi.

##### Naturalizm
Naturalizm, z drugiej strony, zakłada, że historia, prawo, nauka są prawie tak doskonałe jak tylko mogą być. Ludzie nie mogą bezmyślnie działać i zawsze próbują, tak dobrze jak tylko potrafią, rozumować. Rezultaty są niedoskonałe częściowo z powodu niekorzystnych okoliczności, a częściowo dlatego, że dobre pomysły nie przychodzą do głowy wtedy, kiedy przyjść powinny. Próba reorganizacji nauki lub społeczeństwa przeprowadzana z perspektywy zakładanych, określonych teorii racjonalności naruszyłaby delikatną równowagę myśli, emocji, wyobraźni i warunków historycznych, nie prowadziłaby do również do doskonałości, tylko do chaosu. Tego typu obiekcje pojawiły się ponownie u Polányiego, Kuhna i innych przeciwko idealistycznym filozofiom nauki. Zrozumieć wszystkie możliwości rozumu, według naturalisty, to zobaczyć je w działaniu, to poddać analizie historię i jej produkty, a nie podążać za anemicznymi ideami nieznanego wraz bogactwem nauki, poezji, języka. Zdaniem Feyerabenda idealizm i naturalizm mają wiele wspólnych wad (są swymi lustrzanymi odbiciami), które można usunąć drogą połączenia naturalizmu z idealizmem i postulowania interakcji Rozumu i Praktyki.

##### Interakcjonizm
Dla interakcjonizmu Rozum i Praktyka w równym stopniu biorą udział w historii. Rozum nie jest już dłużej, kierującą innymi tradycjami, instytucją. Jest to tradycja ze swoimi własnymi prawami i ze swoimi tak dużymi (albo tak małymi) roszczeniami do bycia w centrum uwagi jak każda inna tradycja. Istnienie tej tradycji jest ani dobre ani złe, po prostu jest. To samo odnosi się do innych tradycji – nie są one ani dobre ani złe, po prostu są. Stają się one dobre lub ze (racjonalne/irracjonalne, pobożne/bezbożne, rozwinięte/prymitywne, humanitarne /nienawistne itp.) wtedy tylko, gdy patrzy się na nie z punktu widzenia innych tradycji.

##### Wpływowe tradycje a Obiektywizm
„Obiektywnie”, zdaniem Feyerabenda, nie ma zbyt dużej różnicy między antysemityzmem a humanizmem. Humanista nienawidzi rasizmu a humanizm jest dla rasisty mdły. Relatywizm (w sensie Protagorasa) daje adekwatny obraz tej sytuacji. Wpływowe tradycje mające środki do wymuszania na innych przyjmowania ich sposobów życia mało sobie robią z relacyjnego charakteru sądów wartościujących (a filozofowie, którzy ich bronią wspomagają się pewnymi, dość elementarnymi, logicznymi błędami), mogą również sprawić, że ich ofiary o tym zapomną (to nazywane jest „edukacją”). Lecz gdy ofiary zyskają na sile, kiedy wskrzeszą swoje własne tradycje, zaczną robić to samo, co z nimi robiono – absolutyzować swoją tradycję.

#### Jak realizować ideę wolnego społeczeństwa?
Feyerabend stawia istotne pytania:
Jak może być realizowane społeczeństwo, dające wszystkim tradycjom równe prawa?
Jak można usunąć naukę z dominującej pozycji jaką zajmuje teraz?
Gdzie jest teoria rozwiązująca problemy jakie powstaną w naszym nowym „Wolnym Społeczeństwie”?
Takie pytania powstają zawsze wtedy, gdy ludzie próbują uwolnić się od restrykcji nakładanych przez obce kultury. Pytania takie zakładają, że istnieć muszą teorie, które będą stawiać czoła tym problemom, insynuują one również, że teorie te wymyślone muszą być przez specjalistów, tj. intelektualistów, którzy to określają strukturę społeczeństwa, wyjaśniają co jest, a co nie jest możliwe, mówią każdemu co ma robić.
Lecz, zauważa Feyerabend, w wolnym społeczeństwie intelektualiści to tylko jedna z tradycji. Nie mają żadnych specjalnych praw, a ich poglądy nie są przedmiotem specjalnego zainteresowania. Problemy winny być rozwiązywane nie przez specjalistów (choć ich rady nie należy lekceważyć), lecz przez zainteresowanych nimi ludzi, w połączeniu z ideami, które są przez samych ludzi określane jako wartościowe, oraz przy pomocy procedur, które oni uznają za najwłaściwsze. Wolne społeczeństwo wyrośnie z tego typu działań, a nie z teorii wymyślanych przez specjalistów.
Nie ma już więcej potrzeby, aby rozwój prowadzony był za pomocą abstrakcyjnych idei filozoficznych, takich jak marksizm. Ci, którzy będą w tym partycypować używać będą rozmaitych idei, różne grupy uczyć się będą wzajemnie od siebie, dla wspólnych potrzeb adaptować będą swoje własne poglądy i w związku z tym powstawało będzie tymczasowo wiele jednoczących ideologii. Lecz ideologie te wywodzić się będą z decyzji w konkretnych i trudnych do przewidzenia sytuacjach, odzwierciedlać będą uczucia, aspiracje, marzenia podejmujących decyzje, i jako takie nie mogą być przewidziane przez abstrakcyjne myśli grup specjalistów.
Właśnie dlatego wysiłki specjalnych grup łączących elastyczność z szacunkiem dla wszystkich tradycji będą stopniowo podkopywać wąski i sobie tylko służący ‘racjonalizm’ tych, którzy teraz używają pieniędzy z podatków do zniszczenia tradycji tych, którzy płacą podatki, do zniszczenia ich umysłów, gwałtu na ich środowisku i, ogólnie rzecz biorąc, do zamiany żyjących ludzkich istot w dobrze wyszkolonych niewolników ich własnych nudnych wizji życia.

## Życiorys

### Młodość
Paul Feyerabend urodził się 13 stycznia 1924 r, w Wiedniu, jako syn urzędnika i szwaczki. Jako małe dziecko marzył aby być emerytem. Tuż po maturze został wcielony do wojskowych hufców pracy (Arbeitsdienst). Po podstawowym szkoleniu zgłosił się na ochotnika do szkoły oficerskiej. Trafił na front wschodni i do Polski. W 1943 r. służąc w wojsku dowiedział się o trzeciej, udanej próbie samobójstwa matki.
W 1944 r., za odwagę na polu walki, został odznaczony Żelaznym Krzyżem drugiej klasy. W październiku 1943 r. był kapralem, pod koniec roku sierżantem, w kwietniu 1944 r. podporucznikiem, pod koniec roku porucznikiem. W 1944 r, powrócił do Niemiec na dalsze szkolenie oficerskie. W ramach tego szkolenia prowadził kurs filozofii. Zachował się fragment jednego z wykładów:
Zajmuję pewne wyraźnie określone stanowisko. Nie mam zamiaru wycofywać się z niego … ponieważ dla mnie moje stanowisko jest bezwarunkowo prawdziwe. Mój wykład przyjmie zatem formę ostateczną i absolutną. … Co rozumiecie przez „życie”? Gdybym was posłuchał, marnowałbym czas, jeżdżąc po zapadłych wioskach i rozmawiając o pogodzie z kobietami o kurzych móżdżkach. Czy jest to właśnie to, co wy, filistyni, nazywacie „życiem”? Prawdziwy związek między rzeczami objawia się samotnemu myślicielowi, a nie ludziom, których fascynuje zgiełk. (Zabijanie czasu)
W styczniu 1945 r. wrócił na front. Uczestniczył w odwrocie wojsk przez Polskę (wcześniej walczył również we Francji i Jugosławii). Dowodził batalionem piechoty i drużyną czołgów. Brawurową odwagę, w okolicach Częstochowy, przypłacił kalectwem. Otrzymany postrzał w dolną część kręgosłupa uczynił z niego impotenta, co jednak nie przeszkodziło mu w czterokrotnym ożenku i licznych romansach.
Po demobilizacji w 1946 r., swoją uniwersytecką edukację rozpoczął od nauki śpiewu w Musikhochschule w Weimarze, którą po kilku miesiącach przerwał i powrócił do rodzinnego Wiednia. Wstąpił do „Kultursbund zur Demokratischen Erneuerung Deutschlands” jedynej organizacji, do jakiej kiedykolwiek należał. 18 listopada 1946 roku stanął przed komisją etyczną Uniwersytetu Wiedeńskiego, która po przebadaniu jego wojennych losów (nie był członkiem NSDAP i nie brał udziału w pacyfikacjach ludności cywilnej) przyjęła go na uczelnię. Rozpoczął studia w Institüt für Österreichische Geschichtsforschung od historii i socjologii, zawiedziony ich sposobami wykładania (podejście ilościowe) zaczął studiować fizykę, uczęszczał na wykłady z matematyki, pobierał lekcje śpiewu i gry aktorskiej. Studiował teatr, historię, matematykę, fizykę. Nigdy nie studiował filozofii.

### Początek kariery naukowej
W 1947 r. pisze swój pierwszy artykuł z pozycji pozytywizmu logicznego, poświęcony pojęciu odzwierciedlania w fizyce. Jest przekonany, że to teoria musi dostosować się do faktów.
W 1948 r. Feyerabend po raz pierwszy odwiedził Alpbach, gdzie poznał Viktora Krafta i Karla R. Poppera, osoby bez których nie byłoby jego naukowej kariery. Poznał tam również wielu uczonych, artystów i polityków. Wyrobił w sobie przekonanie, które później będzie głosił, że w publicznej debacie najważniejsze są nie argumenty, lecz sposoby prezentacji własnego stanowiska. Żeni się po raz pierwszy z Edeltrud . W trakcie pobytu na Europejskim Forum Alpbach rozpoczyna działalność w Kole Krafta – grupie studentów skupionych wokół Viktora Krafta (jednego z członków Koła Wiedeńskiego), dyskutujących nad problemami nauki i filozofii, na wzór dawnego Koła Wiedeńskiego.
W 1951 Feyerabend broni na Uniwersytecie Wiedeńskim rozprawę doktorską z filozofii pt. Zur Theorie der Basissätze, która jest konsekwencją rozmów w Kole Krafta  i jego zainteresowań klasyczną elektrodynamiką. Promotorem pracy był Viktor Kraft . Zarówno rozprawa, jak i sama obrona były tak dobre, że młodemu doktorowi ułatwiły uzyskanie stypendium naukowego do Anglii. Wybiera Uniwersytet w Cambridge i Wittgensteina. Sedno swoich przekonań z tamtego okresu sam określa tak: znaczenie twierdzeń obserwacyjnych zależy od natury opisywanych obiektów, a skoro natura ta zależy od zaawansowanych teorii tychże obiektów, zależy więc od treści teorii. (Zabijanie czasu)
Śmierć Wittgensteina w 1952 powoduje, że Feyerabend decyduje się na stypendium w London School of Economics u Karla Poppera. Koncentruje się na teorii kwantów i filozofii Wittgensteina (czyta maszynopis Philosophical Investigations, czym nie wzbudza zachwytu u Poppera). Jawna nieprzyjaźń między Popperem a Wittgensteinem będąca wynikiem słynnej debaty w Cambridge w zimie 1946 r., miała swe podłoże w odmiennym podejściu do zagadnienia filozoficznego uprawomocnienia teorii naukowej. Ten dysonans na stałe obecny będzie w poglądach Feyerabenda.: Ludzie podkreślający konieczność potwierdzania empirycznego, powiedział Popper, radzą nam trzymać się blisko faktów, co oznacza, że chcą być tak bardzo ad hoc, jak to tylko możliwe. … Poza znane fakty wychodzi metafizyka i często im przeczy. Czy z tego wynika, że nauka jest metafizyką? Nie: hipotezy naukowe można obalić, systemów metafizycznych nie można. … Interesującą alternatywą wydawał się falsyfikacjonizm i zostałem jego zwolennikiem. … Dziś uważam ten epizod za znakomitą ilustrację niebezpieczeństw abstrakcyjnego rozumowania. Na świecie jest całe mnóstwo niebezpiecznych filozofii. Dlaczego są niebezpieczne – ponieważ zawierają elementy, które paraliżują władzę sądzenia. Racjonalizm, dogmatyczny czy krytyczny, nie jest tu wyjątkiem. … wewnętrzna spójność jego płodów, pozorna rozumność jego zasad, obietnica metody, która wyzwala jednostki od przesądów, i ogromny sukces nauk przyrodniczych, który wydaje się zasługą racjonalizmu – wszystko to nadaje racjonalizmowi nadludzki niemal autorytet. Popper dołożył do tych zalet jeszcze jedną, wyjątkowo paraliżującą – prostotę. … Dziś powiedziałbym, że Wittgenstein poważnie ograniczył niezależność spekulacji teoretycznej. Wpadłszy na jakąś teorię dumny odkrywca często sądzi, że znalazł drogę na skróty do natury, społeczeństwa, sensu istnienia. Kilka słów, kilka wzorów – i sekret ujawniony. Lecz spróbujmy zastosować te słowa lub wzory do jakiegoś konkretnego zdarzenia, na przykład rozpaczy po utracie przyjaciela, a teoretyk albo powie, ze są to sprawy subiektywne, nie należące do rzeczywistości, albo wysunie jakąś hipotezę ad hoc, albo dołoży tyle obostrzeń, przybliżeń i założeń, że teoria zamieni się w zbiór mało konkretnych idei. W zupełności popieram ten punkt widzenia i demistyfikację czystej teorii, która zeń wynika.
W pewnym sensie zostałem wittgensteinistą (czy też nominalistą, by posłużyć się bardziej tradycyjnym określeniem). Zaprzyjaźnia się z Josephem Agassim. Agassi miał wahania; nie ufał byłemu oficerowi nazistowskiemu. Popper powiedział mu, żeby dał mi szansę i Joske dał mi szansę. … Joske namawiał mnie żebym się wyświęcił na popperianina.
Poznaje Johna Watkinsa, który uchodził za psa obronnego Poppera – grał tę rolę wobec mnie, mniej lub bardziej drapieżnie, dopóki Popper go nie ekskomunikował. (Zabijanie czasu)
W 1953 Popperowi odmówiono przedłużenia stypendium dla Feyerabenda, przez co zmuszony jest do powrotu do Wiednia.
Nie szkodzi – powiedział Popper – Poproszę o dodatkowe fundusze i zatrudnię pana jako swego asystenta.
Przebywając w Wiedniu przekłada na niemiecki Open Society and Its Enemies –
Ponieważ jeszcze nie wgryzłem się w zawiłości języka angielskiego i wolałem parafrazować niż przekładać, odchodziłem od oryginału i Popper nie był zbyt zadowolony z rezultatu.
W międzyczasie Popper uzyskał zgodę na zatrudnienie asystenta. Pisze w tej sprawie do Feyerabenda, który po długim namyśle odmawia, bo jak napisze później w Autobiografii, kierowała nim
niemal organiczna awersja do kolektywnego myślenia, która … zagrała, kiedy miałem do czynienia z kościołem popperystów. Agassi, który zajął moje miejsce miał bardzo niewiele swobody.
Feyerabend zostaje asystentem u Arthura Papa w Wiedniu.
Artur był wszechstronnie uzdolniony. Studiował muzykę i świetnie grał na pianinie. Potem postanowił zająć się filozofią, pracował z Cassirerem i napisał znakomity esej o wiedzy apriorycznej w teoriach fizycznych. Potem przystąpił do ruchu analitycznego, napisał kilka ważnych tekstów i opublikował podręcznik. Potrafił być chamski i niemal okrutny – „Gdybyś nie był Żydem, zostałbyś nazistą” zawołała … jego żona, podczas jakiejś sprzeczki.(Zabijanie czasu)
Życie w Wiedniu przestaje mu odpowiadać, w 1954 zgłasza swoją kandydaturę na wszystkie znane mu wakaty na uniwersytetach. Zwraca się z prośbą do Poppera o poparcie jego kandydatury na wakat w Uniwersytecie w Bristolu w Anglii.

### Droga do sławy
Dzięki wstawiennictwu Poppera zostaje w 1955 zatrudniony na pełnym etacie w Uniwersytecie w Bristolu. W taki oto sposób uzasadniał konieczność zatrudnienia siebie piętnastoosobowej komisji:
Jesteście naukowcami – powiedziałem. – To nie oznacza, że wszystko wiecie. … często popełniacie pomyłki, zwłaszcza w takich dziedzinach jak filozofia, którą traktujecie lekceważąco, a przecież ciągle się nią posługujecie, choć po ignorancku. Pomyłek tych można jednak uniknąć, ponieważ są ludzie, którzy potrafią wam pomóc – tu miałem na myśli siebie.
Kontynuuje przemyślenia na temat idei niewspółmierności.
Wyłożyłem swoje poglądy na zmiany w nauce Geachowi, L. L. Hartowi i von Wrightowi. Ważniejsze odkrycia, powiedziałem, nie przypominają odkrycia Ameryki, gdzie ogólna natura rzeczy odkrywanej jest już znana. Przypominają raczej uświadomienie sobie, że śniliśmy. Dziś na tego rodzaju zmiany mamy techniczny termin – niewspółmierność. Wtedy go nie użyłem i nie czułem potrzeby nazywania go jakimś szczegółowym słowem – sprawa wydawała się oczywista. Hart i von Wright byli odmiennego zdania, podobnie jak Popper, któremu zrelacjonowałem tę rozmowę na seminarium. (Zabijanie czasu)
Skutkiem wojennej rany postrzałowej w okolice kręgosłupa był ból, który towarzyszył mu wiernie przez resztę życia, co nie pozostawało bez wpływu na jego nastroje i systematycznie pojawiające się depresje, skutkiem obydwu było nadużywanie środków przeciwbólowych i uspokajających.
Zażywałem środki przeciwbólowe, najpierw normalną dawkę, potem podwójną, wreszcie pięciokrotną. Mdliło mnie od proszków, ale ból nie ustępował. … Przez mniej więcej rok codziennie brałem seconal i przesypiałem całą dobę, nie licząc wykładów i lekcji śpiewu. Moje życie rzeczywiście polegało na „zabijaniu czasu”. W pewnym sensie czekałem, że zacznie się od nowa – jutro albo za tydzień, albo za rok wszystko się ułoży. (Zabijanie czasu)
W 1955 ukazują się jego dwie prace:
- Carnaps Teorie der interpretation theoretisher Systeme; „Theoria”, Vol. 21, s. 55–62.
- Wittgenstein’s philosophical investigations, „Philosophical Review”, Vol. 64, s. 449–483. O recenzji tej napisał tak: … papierowe monstrum, które napisałem gwoli własnego oświecenia …. (Zabijanie czasu) Prawda o tej recenzji jest taka, że jest ona na tyle błyskotliwa, że zwraca nią na siebie uwagę czytelników.

Żeni się po raz drugi w 1956 r. Tym razem ze swą studentką, Mary O’Neill –
miłość, która między nami była, za moją sprawą zamieniła się w cierpienie, lęk i nienawiść. (Zabijanie czasu)
Poznaje Davida Bohma, którego pomysły odegrają ważną rolę w jego twórczości.
Publikuje:
- A note on the Paradox of Analysis, „Philosophical Studies”, vol. 7.

W 1957 poznaje Herberta Feigla. Zaprzyjaźniają się, prowadzą długoletnią korespondencję.
Feigl zrobił wiele ważnego dla filozofii w jej tradycyjnym, neopozytywistycznym sensie. Należał do nielicznych filozofów nauki, którzy podjęli konkretne zagadnienia psychologii i psychoanalizy i przeobraził empiryczną filozofię nauki, zaprawiając ją dużą dawką realizmu. (Zabijanie czasu)
W tym roku poznaje również Carla Gustava Hempla, Ernsta Nagla, Petera Sellarsa, Hilarego Putnama, Adolfa Grünbauma. Popperyści próbują włączyć go do swojego kościoła.
Kolacje u Johna (Watkinsa) były starannie zaaranżowane. Witał mnie w drzwiach, prowadził do gabinetu i prosił, bym usiadł. Chodząc tam i powrotem ze srogą miną strofował mnie, że nie jestem dobrym popperystą: za mało Poppera w tekście artykułów, zero Poppera w przypisach. Wyjaśniwszy mi szczegółowo, gdzie i jak Popper powinien się był pojawić, John oddychał ulgą, brał mnie do jadalni i pozwalał coś przekąsić. (Zabijanie czasu)
Publikuje:
- On the quantum theory of measurement; [in] S. Körner [ed.] Observation and Interpretation, London, Butterworth, s. 121–130.

Uniwersytet Kalifornijski w Berkeley zaprasza go w 1958 r. na roczny cykl wykładów.
Publikuje:
- An Attempt at a Realistic Interpretation of Experience, „Proceedings of the Aristotelian Society”, Vol. 58, s. 143–170. Artykuł ten traktuje Feyerabend po latach jako kolejne przybliżenie do problemu niewspółmierności. Interpretację języka obserwacyjnego determinują teorie używane do wyjaśniania tego, co obserwujemy; zmienia się ona, skoro tylko zmianie ulegają teorie .... Krótko mówiąc: twierdzenia obserwacyjne są nie tylko teoretycznie uwikłane (pogląd Toulumina, Hansona i Kuhna), lecz w pełni teoretyczne, a dystynkcja między twierdzeniami obserwacyjnymi ... a twierdzeniami teoretycznymi jest odróżnieniem pragmatycznym, a nie semantycznym: nie istnieją żadne dodatkowe „znaczenia obserwacyjne”. Tak więc w tym samym roku co Hanson..., a cztery lata przed Kuhnem, sformułowałem tezę, której słabsza wersja uzyskała później znaczną popularność.(Zabijanie czasu)
- Complementarity, „Proceedings of the Aristotelian Society”, suppl. Vol. 32.

Te dwa teksty uznawane są za najistotniejsze jego wczesne prace, po raz pierwszy występuje w nich przeciwko neopozytywizmowi, silnie akcentując uteoretyzowanie obserwacji.
- Reichenbach’s interpretation of quantum mechanics, „Philosophical Studies”, Vol. 9.

Swoimi wykładami robi tak dobre wrażenie, że Uniwersytet Kalifornijski w Berkeley zatrudnia go w 1959 na stałe. Otrzymuje stanowisko profesorskie. Dostaje najpierw zieloną kartę a później obywatelstwo USA.
Aby przekonać urzędników, powiedzieli, że w całej Ameryce nie ma lepszego ode mnie fachowca w mojej dziedzinie. ... Zdążyłem się już zaznajomić z obyczajami akademickimi – im więcej zabrudzisz papieru, tym lepiej .... (Zabijanie czasu)
W 1960 r. poznaje Thomasa Kuhna.
Przeczytałem rękopis książki Kuhna [chodzi tu o The Structure of the Scientific Revolutions] w roku 1960 i gruntownie przedyskutowałem ją z autorem. (Zabijanie czasu)
Jako wynik wcześniejszych dyskusji z Herbertem Feiglem publikuje Feyerabend:
- Das Problem der Existenz theoretischer Entitäten [in] E. Topitsch [ed.] Probleme der Wissenschaftstheorie. Festschrift für Viktor Kraft, Viena, Springer, s. 35–72. Twierdzi tam, że nie ma oddzielnego problemu przedmiotów teoretycznych i że wszystkie przedmioty mają charakter hipotetyczny.

W tym samym roku publikuje również:
- Patterns of Discovery by N. R. Hanson, „Philosophical Review”, Vol. 59, s. 247–252.
- Professor Bohm’s Philosophy of Nature, „British Journal for the Philosophy of Science”, Vol. 10, s. 321–338.
- On the interpretation of scientific theories, [w:] Proceedings of the 12th International Congress of Philosophy, 1958, Milan/Venice.

Zaczyna dużo podróżować. W Oberlin College w Ohio wygłasza dwa odczyty, w których wyolbrzymia popperowski pogląd na rolę filozofów presokratejskich (Ukażą się one drukiem w 1961. Publikacja Feyerabenda opatrzona numerem 12) W weekendy i w wakacje jeździłem na południe do Santa Barbara, San Bernardino, Pomona College, Kalifornijskiego Uniwersytetu Stanowego i Uniwersytetu Stanowego w Los Angeles (UCLA).
- Na mój wykład w UCLA przyszli Tarski, Mostowski i Carnap. Po dyskusji podszedł do mnie Carnap. „Bałem się spotkania z panem – powiedział – bo sądziłem, że jest pan niesympatyczny, ale gdy tylko pojawił się pan na sali wykładowej wiedziałem, że jest to nieprawda”. (Zabijanie czasu)

W 1961 r. poznaje Grovera Maxwella –
zaczynał jako chemik w przemyśle. Przerzucił się na filozofię, poszedł na studia w wieku, w którym inni już mają ciepłą i dobrze płatną posadę i wspiął się na sam szczyt w swym nowym zawodzie. Wprowadził ciekawą i bardzo potrzebną perspektywę do przedsięwzięcia, w którym jako paradygmat nauki wykorzystywano fizykę. Grover pochodził z Tennessee. Powoli cedził słowa z posępną miną. Często myślałem, że zaraz mnie uderzy, tymczasem był to jego najżyczliwszy wyraz twarzy. W końcu został następcą Feigla, ale zmarł przedwcześnie. (Zabijanie czasu)
Publikuje:
- Knowledge without Foundations, two lectures delivered on the Nellie Heldt Lecture Fund, Oberlin College, Ohio,
- Niels Bohr’s Interpretation of the Quantum Theory, [in] H. Feigl & G. Maxwell [eds], Current Issues in the Philosophy of Science, New York, Holt, Rinehart & Winston,
- Comments on papers by N. R. Hanson, W Sellars, A. Grünbaum, [in] H. Feigl & G. Maxwell [eds], Current Issues in the Philosophy of Science, New York, Holt, Rinehart & Winston,
- Metascience (Review of M. Bunge, Metascientific Queriers and Causality), „Philosophical Review”, Vol. 70.

W 1962 r. zostaje na Berkeley mianowany na pełnoetatowego profesora, co pozwala mu dać upust własnym poglądom na nauczanie w uczelniach wyższych.
Rzadko kiedy przygotowywałem się do wykładów. Robiłem krótkie notatki i spodziewałem się, że poniesie mnie retoryczna wena. Metoda ta sprawdzała się kiedy jeździłem z gościnnymi wykładami, ale cały semestr trudniej było zagadać. … Często radziłem studentom żeby poszli do domu, bo wszystko, co potrzeba do egzaminu, znajdą w oficjalnym skrypcie. W rezultacie publiczność skurczyła się z … 1200 osób do 30-50 … w końcu interweniowały władze uczelni. Dlaczego to robiłem? Czy dlatego, że nie podobał mi się system egzaminacyjny, który zacierał granicę między myśleniem i wkuwaniem na pamięć? Czy dlatego, że gardziłem ideą wiedzy jako umiejętności, którą można nabyć i utrwalić drogą systematycznych ćwiczeń? A może dlatego, że nie miałem zbyt wysokiego mniemania o swoim sposobie prowadzenia wykładów? Wszystkie te czynniki odegrały pewną rolę.(Zabijanie czasu)
Publikuje:
- Explanation, Reduction, and Empiricism, [in] H. Feigl & G. Maxwell [eds]; Scientific Explanation, Space, and Time: „Minnesota Studies in the Philosophy of Science”, Vol. 3, Minneapolis, University of Minnesota Press, s. 28–97. Artykuł stanowi krytykę dotychczasowego podejścia do zagadnień wyjaśniania i redukcji interteoretycznej i wprowadza kolejną znaczącą kategorię jego metodologii – pojęcie niewspółmierności interteoretycznej (theoretical incommensurability), opierającej się na kontekstualnej teorii znaczenia Wittgensteina. Rozpoczyna się odwrót z pozycji falsyfikacjonistycznych i zwrot w stronę uhistorycznionej filozofii nauki.
- Problems of Microphysics, [in] R. G. Colodny [ed.]; Frontiers of Science and Philosophy, Englewoods Cliffs, NJ: Prentice Hal.

W 1963 publikuje:
- How to be a Good Empiricist: A Plea for Tolerance in Matters Epistemological, [in] B. Baumrin [ed.] Philosophy of Science: The Delaware Seminar, Vol. 2, New York, Interscience Press, tekst który uznać można za początek jego pluralistycznej metodologii.
- Materialism and the Mind-Body Problem, „Review of Metaphysics”, Vol. 17,
- Comment: Mental Events and the Brain, „Journal of Philosophy”, Vol. 60.

Te dwa ostatnie teksty są początkiem jego stanowiska w kwestiach body-mind problem znanego później jako „eliminacyjny materializm” (eliminative materialism).
- Erkenntnislehre by Viktor Kraft, „British Journal for the Philosophy of Science”, Vol. 13,
- Professor Hartman’s Philosophy of Nature, „Ratio”, Vol. 5.

W 1964 po raz pierwszy przewodniczy seminarium filozoficznemu w Alpbach. Podczas jednego ze swych wykładów dokonuje pryncypialnej krytyki logicznego empiryzmu. Wykładowi przysłuchuje się Rudolf Carnap.
podczas megadyskusji o epistemologii porównałem filozofię Arystotelesa z filozofią Koła Wiedeńskiego. Filozofia Arystotelesa, powiedziałem, dała owoce – pomogła mu zapoczątkować pewne dziedziny nauki i wzbogacić inne. Ernst Mach przyczynił się jeszcze do rozwoju samych nauk przyrodniczych, a nie tylko uprawiał wokół nich retorykę. Jednak Koło Wiedeńskie tylko komentowało wcześniejsze dokonania. Z naukowego punktu widzenia było bezpłodne. Jak to podsumował Ernst Bloch swym barwnym stylem: ‘Filozofia niosła niegdyś pochodnię nauki, teraz niesie tren jej sukni.’ Carnap nie oponował, lecz podkreślił zalety jasności.(Zabijanie czasu)
Rok ten to początek studenckiej rewolucji na Berkeley, do której przyłącza się Feyerabend, co przysparza mu wielu wrogów wśród środowiska naukowego.
Dla niektórych kolegów, zwłaszcza Johna Serle’a przebrała się miara – zażądali aby mnie zwolniono. Wydarzenia te wspomina następująco. W okresie tzw. rewolucji studenckiej omawiałem systemy filozoficzne, które towarzyszyły wcześniejszym ruchom rewolucyjnym. Moja lista lektur obejmowała Cohn-Bendita, Dziecięcą chorobę „lewicowości” w komunizmie Lenina, Eseje Przewodniczącego Mao, i O wolności Milla. Kazałem studentom wygłaszać przemówienia i organizować demonstracje zamiast pisać wypracowania. Na moje zajęcia zaczęli masowo przychodzić Czarni i często nie wiedziałem, co robić. Czy mam ich nadal karmić intelektualnymi smakołykami wziętymi z białej kultury? Przyszedł Malcolm X i wygłosił dobrze uargumentowaną przemowę. Przeczytałem jego Autobiografię. Poczułem do niego sympatię, a nawet miłość i pragnienie by mieć choćby minimalną zasługę w życiu tego niezwykłego człowieka. Studenci, którzy powołali Ruch Wolności Słowa [Free Speech Movement], chcieli przekształcić uniwersytet z fabryki wiedzy we wspólnotę działającą na rzecz poprawy stosunków społecznych. Było to ogromne przedsięwzięcie, kiedy kadra poparła stanowisko przywódców studenckich i zmusiła władze uczelni do kapitulacji. Wydawało się, że ruch osiągnął swój cel. Jednak w Kalifornii Ronald Reagan położył kres reformom. Rewolucjoniści w pewnym sensie przyczynili się do jego sukcesu. … okazywali pogardę wobec białej klasy średniej, a kiedy stawali przed kamerami telewizyjnymi, ubliżali ludziom, zamiast wytłumaczyć o co im chodzi, co zraziło wielu wyborców. Oczywiście Reagan nie omieszkał tego wykorzystać.(Zabijanie czasu)
Publikuje:
- Realism and Instrumentalism: Comments on the Logic of Factual Support, [in] M. Bunge [ed.]; The Critical Approach to Science and Philosophy, New York, Free Press,
- A Note on the Problem of Induction, „Journal of Philosophy”, Vol. 61,
- Review of N. R. Hanson, The Concept of the Posititron, „Philosophical Review”, Vol. 73,
- Review of A.C. Crombie [ed.]; Scientific Change, „British Journal for the Philosophy of Science”, Vol. 15.

W 1965 r. publikuje:
- Problems of Empiricism, [in] R. G. Colodny [ed.]; Beyond the Edge of Certainty, „University of Pittsburgh Studies in the Philosophy of Science”, Vol. 2, Engelwood Cliffs, NJ: Prentice Hall,
- Reply to Criticism: Comments on Smart, Sellars and Putnam, [in] R. S. Cohen & M. W. Wartofsky [eds.]; „Boston Studies in the Philosophy of Science”, Vol. 2: Proceedings of the Boston Colloquium for the Philosophy of Science 1962-1964, New York, Humanities Press. Te dwa teksty stanowią podstawę jego koncepcji, którą nazywa „tolerancyjnym” i „odkażonym” empiryzmem (tolerant and disinfected empiricism).
- Review of K. R. Popper, Conjectures and Refutations, „Isis”, Vol. 56. Pomimo tego, że coraz bardziej odchodzi od popperowskiej metodologii i robi się bardzo krytyczny względem kościoła popperiańskiego, recenzja ta jest dla Poppera bardzo pochwalna.
- On the „Meaning” of the Scientific Terms, „Journal of Philosophy”, Vol. 62.

W 1966 r. neurofizjolog Jung chce go przedstawić Heideggerowi. Feyerabend odmawia.
W tym samym roku prowadziłem kurs wakacyjny w Berkeley .... Jako temat wybrałem dogmaty kościelne .... Dlaczego dogmaty kościelne? Ponieważ rozwój dogmatów kościelnych ma wiele cech wspólnych z rozwojem myśli naukowej. (Zabijanie czasu)
Publikuje:
- The Structure of Science (Review of E. Nagel, The Structure of Science), „British Journal for the Philosophy of Science”, Vol. 17,
- Herbert Feigl: A Biographical Sketch, [in] P. K. Feyerabend & G. Maxwell [eds] Mind, Matter and Method: Essays in Philosophy of Science in Honor of Herbert Feigl, Minneapolis, University of Minnesota Press.

### Przyjaźń z Lakatosem
Od roku 1967 Rozpoczyna się trwająca nieprzerwanie aż do śmierci Lakatosa w 1974 roku korespondencja pomiędzy nimi. Trudno powiedzieć, kiedy Feyerabend i Lakatos po raz pierwszy spotkali się. Najprawdopodobniej był to 1959 r, kiedy to po raz pierwszy Lakatos trafia do London School of Economics. Trudno również powiedzieć kiedy zaczyna się ich przyjaźń. Lakatos (którego matka, babka i wuj zginęli w Auschwitz) początkowo nie darzył sympatią byłego nazisty, Feyerabenda. Do przyjaźni z Feyerabendem przekonał Lakatosa, podobnie jak w przypadku Josepha Agassiego, Popper. Feyerabend tak wspomina Lakatosa:
Imre był tak zwanym racjonalistą, a przynajmniej za takiego się uważał: za rycerza Rozumu, Prawa i Porządku. Zjeździł cały świat, usiłując dodać ducha wątpiącym racjonalistom i przeforsować swoją metodę jako panaceum. … Imre zaprosił mnie do Stanfordu – miał na liście gości całą masę Ważnych Ludzi. ‘Po co miałbym tam jechać? – odparłem. – Dokładnie wiem jak to się odbędzie. Najpierw łykniesz trochę herbaty. Potem znajdziesz ludzi, którymi ty i gospodarz szczerze gardzicie, a kiedy już nawiąże się między wami ta wspaniała nić sympatii, zaczniesz mówić o najlepszych sposobach wspierania Rozumu, Prawa i Porządku’. Imre nie ograniczał się jednak do prób zjednywania sobie neofitów. Pragnął wywołać powszechną debatę o zaletach racjonalizmu. Często zapraszał mnie jako dodatkowego gościa. Lubiłem ogród i jedzenie, ale wiedząc, w jakim kierunku pójdzie rozmowa (patrz wyżej), zostawałem w kuchni i pomagałem Gilian [trzecia żona Imre Lakatosa] zmywać naczynia. Niektórzy goście nie wiedzieli jak mają to rozumieć. Rolą mężczyzn, szczególnie naukowców, jest prowadzić spory, naczynia zaś są w gestii kobiet. „Nie przejmujcie się – mówił Imre. – Paul jest anarchistą”. ... Imre i ja wymienialiśmy wiele listów na temat naszych spraw, chorób, kłopotów i najnowszych idiotyzmów naszych drogich kolegów. Różniliśmy się światopoglądem, charakterem i ambicjami, ale zostaliśmy naprawdę bliskimi przyjaciółmi. Zawsze uważałem, że racjonalizm Imrego nie był sprawą osobistych poglądów, lecz instrumentem politycznym, którym się posługiwał, jeżeli sytuacja tego wymagała. W gruncie rzeczy traktował racjonalizm z dystansem. Szczerze podziwiał Poppera i chciał utworzyć ruch skupiony wokół jego filozofii. (Zabijanie czasu)
Publikuje:
- On the improvement of the sciences and the arts, and the possible identity of the two, [in] R. S. Cohen and M. W. Wartofsky [eds]; Proceedings of the Boston Colloquium for the Philosophy of Science 1964/1966, „Boston Studies in the Philosophy of Science”, Dodrecht: Reidel, s. 387–415,
- Bemerkungen zur Geschichte und Systematik des Empirismus, [in] P. Weintgartner [ed.]; Grundlagen der Wissenschaften und die ihre Wurzeln in der Metaphysik, Salzburg: Georg Pustet.

W liście do Lakatosa (17.XII.1967) napisał:
Obecnie moje „stanowisko” jest całkowicie popperowskie ... „nie istnieje metoda naukowa”. W pełni akceptuję tę uwagę i odrzucam wszystko, co następuje później. ... Słuchanie twoich Popperowskich wykładów spowodowało koniec mojej dogmatycznej drzemki. ... nie mam również nic wspólnego z wcześniejszymi Popperowskimi snami. (For and Against Method)
Pod koniec lat ’60 Feyerabend wciąż był towarem poszukiwanym na rynku.(Zabijanie czasu)
W jego pismach, pod wpływem dyskusji z Lakatosem, widoczny się staje „pluralizm teoretyczny” – pogląd, zgodnie z którym w celu maksymalnego zwiększenia szans na falsyfikację panujących teorii uczeni powinni tworzyć i bronić tak wiele, jak to tylko możliwe, alternatywnych teorii. W liście do Lakatosa (15.I.1968) wyraził to następująco:
Różnica między mną a Karlem [Popperem] może być teraz wyrażona tak: obydwaj utrzymujemy, że uczony musi mieć do czynienia z brakiem precyzji, wieloznacznością, przypadkiem itp. Karl chce się troszczyć o te rzeczy drogą zmieniania praw (lub pewnego rodzaju hipotez) jednocześnie pozostawiając niezmienione metody (wciąż traktuje poważnie refutacje, eliminację hipotez ad hoc itp.) Ja zaś chcę utrzymać deterministyczne itp., prawa a metodę uczynić bardziej liberalną (mieć bardziej liberalny stosunek do odrzucanych przypadków, przyjmować hipotezy ad hoc itp.) Mówiąc krótko, Karl pozostawia metodę czystą i nurza w błocie prawa, podczas gdy ja pozostawiam czyste prawa, a w błocie nurzam metodę. (For and Against Method)
Rok ten to początek rewolty studenckiej w Europie. Drugą połowę tego roku spędza Feyerabend w Londynie i Berlinie, ma zatem okazję przyjrzeć się tym wydarzeniom i porównać je ze studencką rewolucją w Berkeley. Czyta Daniela Cohn-Bendita: Obsolete Communism. The Left Wing Alternative, którego komentuje następująco:
całkowicie jestem po jego stronie. Jest on przeciwko teoriom, ja też. Występuje on przeciwko organizacjom, ja również. Jest on przeciwko „przywódcom”, będącymi profesorami, którzy „wiedzą”, lub generałami, którzy dowodzą, i ja też. Jest on za radością i przeciwko wyrzeczeniom, ja również. (For and Against Method)
Publikuje:
- Outline of a Pluralistic Theory of Knowledge and Action, [in] S. Anderson [ed.]; Planning for the Diversity and Choice, Cambridge, Massetschussets, MIT Press,
- On a recent critique of complementarity, „Philosophy of Science” Vol. 35 & 36. Artykuł stanowi obronę stanowiska Nielsa Bohra w obliczu krytyki Karla Poppera. Tekst ten był przyczyną kłótni między Popperem a Feyerabendem, którą Feyerabend relacjonuje następująco: „Nie zamierzam czytać twojego paszkwilu!” – krzyknął Popper, kiedy ujrzał mój komentarz do jego paszkwilu na Bobra. Uspokoił się, kiedy mu powiedziałem, że wiele osób skarżyło się na mój agresywny styl i przypisywało go wpływowi Poppera. „Naprawdę?” – powiedział, uśmiechnął się i poszedł sobie.(Zabijanie czasu)

Lakatos, w liście do Feyerabenda, tak broni stanowiska Poppera: W swoich pismach Popper zawsze krytykuje ludzkie idee (trzeci świat), a nie ich charakter (drugi świat). Zdajesz się mówić, że Popper krytykuje intelektualny charakter Bohra. Na dwunastu stronach bronisz osobowości Bohra przeciwko Popperowi. To nonsens, który niszczy twój artykuł. ... Nie wiem co za diabeł w ciebie wstąpił. Artykuł jest subiektywny, emocjonalny ... i ... wypaczający popperianizm. (For and Against Method)
- Science, Freedom and the Good Life, „Philosophical Forum”, Vol. 1, s. 127–135. Pojawia się w jego pismach wątek, że nauka i filozofia winny służyć głównie poprawie jakości życia.

Pod koniec 1968 roku wyjechał do Berkeley i stamtąd prowadzi z Lakatosem dyskusję na temat studenckiej rewolty. Lakatos, na samym początku lutego 1969, tak relacjonuje Feyerabendowi wydarzenia:
... przez ostatnie kilka tygodni nic nie pisałem ani nie czytałem; jedynie przesiadywałem w komitetach (oczywiście kontrrewolucyjnych komitetach). Nasi studenci, w przeciwieństwie do waszych, nie zaczęli jeszcze podpalać budynków, lecz wkrótce mogą to zrobić. LSE jest teraz jednym z punktów wściekłego ataku ruchu Cohn-Bendit-Feyerabendytów. ... Czekają na ciebie ponieważ potrzebują teoretycznego wsparcia, przyjedź zatem tak szybko, jak to tylko możliwe. (For and Against Method)
Odpowiedź Feyerabenda, od którego wszyscy się spodziewali wsparcia dla wolności akademickiej, była zaskakująca.
Być może, że kiedyś uniwersytety pełniły postępowe funkcje i jako takie wymagały ochrony. Dzisiaj są to szkoły dla specjalistów i chociaż wolność powinna być dla każdego, to nigdy nie słyszałem żadnego argumentu na rzecz jakiejś specjalnej wolności dla hydraulików czy wolności dla grabarzy lub wolności dla alfonsów. ... wolność „akademicka” – słowa te nic dziś nie znaczą. A sami rewolucjoniści? Wciąż, na swój dziwny sposób złaknieni są większej wolności i lepszej edukacji, a zatem jestem z nimi, przeciwko tej antycznej kupie gnoju, której na imię uniwersytet. (Zabijanie czasu)
Publikuje:
- „A Note on Two „Problems” of Induction, „British Journal for the Philosophy of Science”, Vol. 19,
- Linguistic Arguments and Scientific Method, „Telos”, Vol. 2(1),
- Science Without Experience, „Journal of Philosophy”, Vol. 66. W tym krótkim tekście Feyerabend ostatecznie odchodzi od stanowiska empirystycznego twierdząc, że w zasadzie doświadczenie nie jest konieczne na żadnym szczeblu konstruowania, rozumienia czy sprawdzania teorii empirycznej. Lakatos komentuje to następująco: ... wszystko to, co napisałeś to gówno prawda i chyba oszalałeś, ale i tak nie zniszczy to naszej wspaniałej przyjaźni. (For and Against Method) A tak jego zamierzenie widzieli inni: Feyerabend to ... herold uwstecznienia filozofii do jej pradawnego, prefilozoficznego racjonalizmu dżungli .... (Zabijanie czasu)

W 1970 r. rozpoczyna pracę w Eidgenössische Technische Hochschule (ETH) w Zurychu, nie przerywając pracy w Berkeley. O pracy w ETH pisał tak:
Wiele lat później dowiedziałem się, w jaki sposób dostałem tę pracę. Mój cykl wykładów był wielkim przebojem pod względem słuchaczy – mój rywal stracił prawie całą publiczność. Jednak wiele osób sprzeciwiało się ich treści, a niektórzy mieli zastrzeżenia do mojego charakteru: człowiek tak frywolny nie wydawał się odpowiednią osobą do nauczania tak poważnego przedmiotu jak filozofia. Władze federalne zaleciły odrzucenie mojej kandydatury. Rektor chciał jednak potwierdzić niezależność instytucji akademickich i wybrał mnie. „Nawet Feyerabend nie potrafi doprowadzić do ruiny tak dużej szkoły jak ETH” – powiedział podobno. (Zabijanie czasu)
W ramach swoich seminariów w Berkeley podejmuje zagadnienie „Stworzenie a ewolucja”. Sposób podejścia do zagadnienia zjednuje mu sympatię Świadków Jehowy, którzy zaczynają odwiedzać go systematycznie w jego domu w Berkeley. W tym roku ukazują się jego bardzo istotne teksty:
- Consolations for the Specialist [w] I. Lakatos & A. Musgrave [eds.] Criticism and the Growth of Knowledge, Cambridge, Cambridge University Press. Książka ta jest zapisem słynnego seminarium, które odbyło się rok wcześniej, z udziałem m.in. Poppera, Lakatosa, Kuhna, Feyerabenda, poświęconego konfrontacji krytycznego racjonalizmu z uhistorycznioną filozofią nauki. Feyerabend występuje tu z atakiem na Poppera z punktu widzenia uhistorycznionej filozofii nauki.
- Against Method: Outline of an Anarchistic Theory of Knowledge, [in] M Radner & S. Winokur [eds]; „Minnesota Studies in the Philosophy of Science”, Vol. 4, Analyses of Theories and Methods of Physics and Psychology, Minneapolis, University of Minneapolis Press. Po raz pierwszy w formie dość luźnego eseju przedstawia anarchizm epistemologiczny. Twierdzi tam Feyerabend, że zastosował liberalizm Milla (O wolności) do zagadnień epistemologicznych i metodologicznych. W jednym z listów do Lakatosa tak oto podsumowuje swoje zamierzenie. Mam zamiar powołać względem twojego kontrkościół, o nazwie Neobakuhnowski Kościół Swobód Intelektualnych i Autoekspresji, w którym będę sekretarzem, jedynym członkiem i papieżem, z dadaistą Hansem Arpem, jako świętym patronem. ... Ludzie mówią, że staję się coraz bardziej szalony. (For and Against Method)
- Problems of Empiricism, Part II, [in] R. Colodny [ed.]; The Nature and Function of Scientific Theory, Pittsburgh, Pittsburgh University Press.
- Classical Empiricism [in] R. E. Butts & J. W. Davis [eds.], The Methodological Heritage of Newton, Oxford, Basil Blackwell.
- In defense of classical Physics, „Studies in the History and Philosophy of Science”, 1(1), s. 59–85. Teksty te są kontynuacją jego nowego spojrzenia na empiryzm.
- Experts in a Free Society, „The Critic” 29(2), Nov.-Dec. 4-8. Proponuje tu odmienne od tradycyjnego spojrzenie na rolę eksperta, który ma mieć jedynie rolę doradczą, a nie zasadniczą, we wszystkich kwestiach, które dotyczą całości społeczeństwa.

W 1972 r. publikuje:
- Von der beschränkten Gültigkeit methodologisher Regeln, „Neue Hefte für Philosophie”, 2-3, Göttingen.

W 1973 publikuje:
- Die Wissenschaftstheorie – eine bisher unbekannte Form er Irrsinns?, „Proceedings of the German Conference of Philosophy”, Kiel 1972, Hamburg, Felix Meiner.

2 lutego 1974 r. umiera Imre Lakatos.
„Jak mogłeś mi to zrobić?” – krzyczałem do jego cienia. ... Wciąż mi brakuje tego zapalczywego, wrażliwego, autoironicznego, bezwzględnego, lecz bardzo ludzkiego człowieka. (Zabijanie czasu)
Poznaje Judith, kanadyjską modelkę pracującą w Europie studiującą w Sussex filozofię, gdzie akurat wykładał, zostaje ona jego trzecią żoną.
przeżyłem szok, kiedy Judith napisała, że ma romans. Z reguły nie reagowałem w ten sposób. Miłość uważałem za niczym nie skrępowany dar, a nie za powinność podpartą kontraktem lub przyrzeczeniem (Zabijanie czasu).
Publikuje:
- Zahar on Einstein, „British Journal for the Philosophy of Science”, March 1974.

### Against Method
W 1975 r. ukazuje się jego najważniejsza książka:
- Against Method, London, Verso, 1975

Początkowo miała mieć tytuł For and Against Method, przy planowanym współautorstwie Imre Lakatosa. „Weź i spisz to, co mówisz swoim biednym studentom” – poradził mi Imre. – „Ja napiszę replikę i będziemy mieli świetny ubaw”. (Zabijanie czasu)
Śmierć Lakatosa kładzie kres wspólnym planom wydania książki w formie dialogu. Jest to rzadki przykład literatury filozoficznej, wobec której nikt nie przechodzi obojętnie. Feyerabend rzuca tu wyzwanie wszystkim istniejącym filozofiom nauki i teoriom racjonalności, kwestionując nie tylko niezmienność racjonalności postępowania badawczego, ale i samą racjonalność. Nie ma niczego takiego, jak racjonalność postępowania naukowego, bowiem każda procedura naukowa z biegiem czasu hamować zaczyna rozwój nauki i aby ocalić samą naukę musi być uchylona.
Ilość i jakość recenzji zaskakują Feyerabenda.
Pierwszymi krytykami ... byli racjonaliści i ludzie zbzikowani na punkcie nauki. Czasy się zmieniły, a wraz z nimi kryteria politycznej poprawności, jednak szowinizm, analfabetyzm i nietolerancja pozostały. Do tej pory zawsze dyskutowałem w małym gronie, na ogół znajomych naukowców. Rzadko się ze mną zgadzali, ale przynajmniej słuchali, co mówię, a ich krytyka trzymała się tematu. Czytając recenzje, po raz pierwszy miałem do czynienia z czystej wody analfabetyzmem. ... Większość krytyków oskarżyła mnie niekonsekwencję, jestem anarchistą, mówili, a mimo to argumentuję. Zarzut ten trochę mnie zdziwił. Osoba zwracająca się do racjonalistów ma prawo posługiwać się argumentami. Nie znaczy to jednak, że wierzy w ich zdolność do rozstrzygania czegokolwiek, to oni w nią wierzą. ... Niektórzy czytelnicy mieli problemy z moim stylem. Odczytywali insynuacje jako stwierdzenia faktu, a dowcipy jako komentarze na serio. (Zabijanie czasu)
Tak wspomina opinie środowisk naukowych.
Niektórzy pochwalili mój postulat mniej dogmatycznego podejścia inni uznali mnie za „najgorszego wroga nauki” („Nature” 1987), z jakiego powodu? Z takiego, że napisałem, iż podejścia nie związane z instytucjami naukowymi mogą posiadać pewną wartość. Następnie przychodzi kolej na intelektualistów i filozofów. Stopniowo coraz lepiej rozumiałem, kto to są intelektualiści. ... uważają się za jedynych prawowitych przedstawicieli rodzaju ludzkiego, co w praktyce oznacza innych intelektualistów. Intelektualiści to nie naukowcy, choć często rozpływają się nad osiągnięciami nauki. Nie są też filozofami, lecz mają swoich tajnych agentów w tych kręgach. Jednym z nich jest Thomas Nagel innym Richard Rorty. Tu i ówdzie pojawia się nawet Searle ... Środowisko to powzięło pewne zainteresowania moją osobą, czyli podniosło mnie na wysokość swoich oczu, przyjrzało mi się pobieżnie i spuściło z powrotem na dół. (Zabijanie czasu)
Inne publikacje z tego roku:
- How to defend society against science?, „Radical Philosophy” 11(2),
- Imre Lakatos, „British Journal for the Philosophy of Science”, Vol. 26, s. 1–8,
- „Science”: The myth and its role in society. Afterword: theses on anarchism, „Inquiry”, Vol. 18, s. 167–181,
- Let’s make more movies, [in] C. J. Bontempo & S. J. Odell [eds]; The Owl of Minerva: Philosophers on Philosophy, Nowy Jork, Mc Graw Hill, s. 201–210.

Feyerabend odpowiada na większość pryncypialnych recenzji Przeciw metodzie. Opaczna interpretacja jego idei wywołuje u niego w 1976 r. depresję. Tak to opisuje.
Budziłem się, otwierałem oczy, nasłuchiwałem: jest czy jej nie ma? Ani śladu. Może zasnęła. Może dziś zostawi mnie w spokoju. Ostrożnie, bardzo ostrożnie wstaję z łóżka. Wszędzie cisza. Idę do kuchni, zaczynam jeść śniadanie. … Teraz krótka ekspedycja do łazienki, dres i za drzwi na poranny spacer – ona już na mnie czeka, moja wierna depresja: ‘Myślałeś, że wyjdziesz beze mnie?’.
W związku z systematycznie pojawiającymi się depresjami Przeciw Metodzie pointuje następująco:
Często żałowałem, że napisałem tę pieprzoną książkę. … zacząłem myśleć, że może „mam coś do powiedzenia” .. Pisząc i przerabiając nudne rozdziały o nudnych sprawach traciłem cenny czas, który mógłbym poświęcić na opalanie się, oglądanie telewizji, chodzenie do kina, może wystawienie kilku sztuk. (Zabijanie czasu)
Publikuje:
- On the Critique of Scientific Reason, [in] C. Howson [ed.] Method and Appraisal in the Physical Sciences, Cambridge, Cambridge University Press,
- Logic, literacy and Prof. Gellner, „British Journal for the Philosophy of Science”, Vol. 27, s. 167–181.

W 1977 publikuje:
- Marxist fairytales from Australia, „Inquiry”, Vol. 20, s. 372–397,
- Changing patterns of reconstruction, „British Journal for the Philosophy of Science”, Vol. 28, s. 351–369,

W 1978 publikuje:
- Science in a Free Society, London, New Left Books, Książkę tę Feyerabend traktuje jako drugi tom Against Method. Science in a Free Society broni poglądu, że nauka jest jednym z elementów kultury, ani mniej ważnym, ani bardziej istotnym od innych, jedną tradycją spośród wielu i jako taka winna być odseparowana od państwa, tak samo jak religia czy sztuka. Jest to próba wyciągnięcia politycznych i społecznych konsekwencji z anarchizmu metodologicznego i jego delikatna liberalizacja. Dalej rozwija tu swój relatywizm.
- Die Wissenschaftstheorie und die Autorität der Wissenschaft, Braunschweig, Friedr., Vieweg & Sohn, Jest to pierwszy tom niemieckiego wydania jego tekstów filozoficznych, w których przedstawia on swoje anarchistyczne stanowisko.
- The Gong Show – Popperian Style, [in] G. Radnitzky & A. Andersson [eds.] Progress and Rationality in Science, Dodrecht, Reidel, s. 387–392.

W 1979 publikuje:
- Dialogue on method [in] G. Radnitzky & A. Andersson [eds.]; Structure and Development of Science, Dordrecht, Reidel, s. 63–131.

W 1980 publikuje:
- Erkenntnis für freie Menschen, Frankfurt am Main, Suhrkamp,
- Democracy, elitism and scientific method, „Inquiry”, Vol. 23, s. 3–18,

W 1981 publikuje:
- Philosophical Papers, Vol. I, Realism, Rationalism and Scientific Method, Cambridge, Cambridge University Press,
- Philosophical Papers, Vol. II, Problems of Empiricism, Cambridge, Cambridge University Press, Vol. I i Vol. II stanowią wybór wcześniejszych tekstów Feyerabenda zawierający nieco nowego materiału w rozdziałach wstępnych.
- More Clothes from the Emperor’s Barain Basement: A Review of Laudan’s Progress and its Problems, „British Journal for the Philosophy of Science”, Vol. 32.

### Grazia Borrini
Podczas swych wykładów w Berkeley w 1983 r. poznaje swoją ostatnią żonę i najwierniejszą przyjaciółkę Grazię Borrini. Kiedy zarejestrowałem istnienie Grazi ... myślałem sobie „To zrobiłoby na niej wrażenie”, prowadząc jakieś błyskotliwe wywody. Zabijanie czasu
W 1984 r. publikuje:
- Philosophy of Science 2001 [in] R. S. Cohen & M. W. Wartofsky [eds.], Methodology, Metaphysics, and the History of Science, „Boston Studies in the Philosophy of Science”, Vol. 84, Dordrecht, Reidel, s. 137–147,
- Xsenophanes: A forerunner of critical rationalism? [in] G. Andersson [ed.] Rationality in Science and Politics, Dordrecht, Reidel, s. 95–109,
- Science as Art, „Art & Test”, Nos. 12&13. Broni tu wyraźnie relatywistycznego stanowiska, zgodnie z którym, patrząc na historię nauki, uznać należy, że mamy do czynienia ze zmiana, ale nie z postępem.

W 1987 publikuje:
- Farewell to Reason, London, Nowy Jork, Verso. Tom ten jest zbiorem niektórych jego tekstów opublikowanych w latach 1981–1987. Centralną kategorią jest tu relatywizm, widoczny szczególnie w analizach stanowiska Protagorasa i od jego imienia nazywanych protagorejską wersją. Argumentuje tu również na rzecz stanowiska, że teoretyczny (teoriopoznawczy) relatywizm jest zbyt wąskim ujęciem zagadnienia. Broni jego kulturowej wersji i rozwija jej antropologiczne konsekwencje. Kiedy weźmie się pod uwagę, jak wiele kultury nauczyły się od siebie nawzajem i jak sprawnie przekształciły nagromadzony tą drogą materiał, nasuwa się wniosek, że każda kultura jest potencjalnie wszystkimi kulturami oraz że szczególne cechy kulturowe stanowią zmienne przejawy jednej ludzkiej natury. Zabijanie czasu

W 1988 publikuje:
- Against Method, London, Verso, 2nd edition, with: Postscript on Relativism. Jest to ciekawe wydanie, albowiem wzbogacone jest o długi rozdział poświęcony historii sztuk wizualnych, który później staje się częścią wydania Science in a Free Society, oraz zawiera Postscript on Relativism, w którym Feyerabend nabiera dystansu do swojego relatywistycznego stanowiska.

W styczniu 1989 żeni się z Grazią Borrini.
Grazia ... posiada umiejętność, której mnie brakuje, a mianowicie potrafi wychwycić proste idee ukryte w skomplikowanym i mętnym przekazie. Podobnie jak i ja studiowała fizykę, lecz zaszła dalej – jej praca dyplomowa jest pozbawiona filozoficznej waty. Miała wielki talent do tej dziedziny ... niektórzy koledzy przewidywali nawet, że dostanie Nagrodę Nobla. Jednak zrezygnowała z tego wszystkiego. Podczas pobytu w Indiach stanęła oko w oko z ludzką nędzą i postanowiła zrobić coś dla jej złagodzenia, a fizyka nie wydawała się jej właściwą drogą do tego celu. Ogromnie ją podziwiam, za jej inteligencję, wytrwałość, odporność w trudnych sytuacjach, delikatność. … Cóż więc dziwnego, że zachowuję się jak nastolatek świeżo po ślubie i zamęczam przyjaciół, znajomych, a nawet zupełnie obcych ludzi opowieściami o Grazi?. (Zabijanie czasu)
W marcu 1990 oficjalnie rezygnuje ze stanowiska w Berkeley i w ETH, przechodzi na emeryturę.
W 1991 publikuje:
- Three Dialogues on Knowledge, Oxford, Blackwell,
- Concluding Unphilosophical Conversation [in] Gonzalo Munèvar [ed.]; Beyond Reason: Essays on the Philosophy of Paul Feyerabend, Dordrecht: Kluwer,

Wciąż jest nieprzejednanym wrogiem obiektywizmu, jednak okazuje coraz większe niezadowolenie ze swojego relatywizmu, czemu daj wyraz w wielu drobnych pracach.

### Zabijanie czasu
Namawiany przez żonę i przyjaciół spisuje w 1993 swoją biografię, zaś ostatniemu rozdziałowi nadaje tytuł „Odejście”, mając na myśli odejście z życia zawodowego i emeryturę u boku Grazi, którą zamierzał spędzić na podróżach i okazjonalnych wykładach, dla podreperowania domowego budżetu. Dowiaduje się w połowie roku, że ma nieoperowalnego guza mózgu, trafia do kliniki w Zurychu.
Pod koniec 1993 roku tytuł tego rozdziału nabrał nowego znaczenia. Jestem częściowo sparaliżowany, leżę w szpitalu z nieoperowalnym guzem mózgu. Nie chciałbym umierać akurat teraz, kiedy nareszcie „uregulowałem” sobie życie, także i prywatne. ... Po latach walki o samotność chciałbym należeć do rodziny i mieć swój codzienny przyczynek do jej życia .... ... książka, którą obiecałem żonie – ma tu na myśli Conquest of Abundance, która ukazała się w 1999 r., przygotowana do druku przez Grazię Borrini-Feyerabend – miała szansę wyjść prosta i pożyteczna, miała szanse pokazać, jak rozum i uczucia mogą ze sobą współpracować w dziele „naukowym”. ... Z jednej strony jestem gotowy do odejścia, mimo wszystkich rzeczy, które chciałbym jeszcze zrobić, ale z drugiej strony smutno mi opuszczać ten piękny świat, szczególnie Grazię, której chciałbym jeszcze przez trochę lat towarzyszyć. Są to być może moje ostatnie dni. Żyję z chwili na chwilę. Przyczyną mojego ostatniego paraliżu był jakiś krwotok wewnątrz mózgu. Myślę o tym, czy po moim odejściu coś po mnie pozostanie, nie artykuły, nie ostateczne deklaracje filozoficzne, lecz miłość. ... Chciałbym, żeby tak się właśnie stało, żeby nie intelekt przetrwał, lecz miłość. (Zabijanie czasu)
Publikuje:
- Against Method, London, Verso, 3rd, revised, edition,

Grazia Borrini-Feyerabend tak opisuje ostatnie dni życia Feyerabenda....
guz zainteresował się ośrodkiem bólu w jego mózgu i potrzebne były bardzo duże dawki morfiny. Paul był przyzwyczajony do środków przeciwbólowych..., lecz mimo to lekarze zdumiewali się, że potrafi tyle wytrzymać i przez tak wiele dni. Było to 11 lutego (1994), Paul od ponad tygodnia znajdował się w jakby sprowokowanej śpiączce. Nadszedł list od włoskiego wydawcy Laterza z informacją, że są zachwyceni autobiografią i gotowi do jej szybkiego wydania. Byłam roztrzęsiona i wyczerpana, ale wiadomość ta ucieszyła mnie i powtórzyłam ją Paulowi z radością w głosie. Oddychał powoli i jakoś spokojnie. Kilka sekund później zwyczajnie przestał oddychać. Byliśmy sami, trzymaliśmy się za ręce, było południe. (Zabijanie czasu)
Feyerabend stwarzał wrażenie, że jego działalność filozoficzna jest czymś ubocznym w jego życiu, że zajmuje się filozofią, bo jest zbyt kiepskim śpiewakiem operowym. Wielu w to uwierzyło, bo nad tym wizerunkiem pracował przez całe życie. Skutecznie wspomagał go wszędzie, gdzie tylko można okazując duży dystans i poczucie humoru w stosunku do swojej działalności filozoficznej. Świadczą o tym następujące wypowiedzi.
Widywałem się z Feiglem prawie codziennie. Spotykaliśmy się przy obiedzie, rozmawialiśmy do późnego popołudnia i często szliśmy na kolację, razem z Groverem Maxwellem, Paulem Meehlem i różnymi przyjezdnymi filozofami. Przez jakiś czas prowadziliśmy zawodowy kabarecik filozoficzny: Feigl reprezentował głos rozsądku, ja zaś broniłem bardziej odlotowych poglądów. Pokłóciwszy się na oczach zdumionej publiczności, zbieraliśmy wolne datki, szliśmy do restauracji i balowaliśmy. (Zabijanie czasu)
Kolekcjonował opinie, które umacniały ten wizerunek. Oto kilka z nich.
Feyerabend słynie z tego, że jeździ z miejsca na miejsce.
Wyraźnie kolekcjonuje oferty pracy.
Jego szczeniackie niekiedy upodobanie do sucès de scandale w niektórych środowiskach przysporzyło mu wrogów.
Gdybym miał wybrać, czy zatrudnić go na pełny etat, czy wcale, nie jestem pewien, co bym zdecydował.
Każdy czytelnik Feyerabenda … musi dostrzec, że jego recepta filozoficzna „wszystko jest dozwolone” wiąże się głęboko z jego wyuzdaną seksistowską koncepcją teorii jako uroczej kurtyzany, której jedynym celem jest go zadowolić. … Nie ulega wątpliwości, że „ty”, który „możesz robić co chcesz” to istota o ściśle określonej płci. Nikomu nie przyszłoby do głowy, że do robienia tego, co chcą, Feyerabend zachęca również kobiety. (Zabijanie czasu)
Prawda o jego filozoficznej działalności jest zupełnie inna. Olbrzymia ilość filozoficznej, naukowej i pięknej literatury, jaką przeczytał widoczna jest we wszystkich jego pracach, erudycyjnych, z którymi trudno jest dyskutować. Styl jego pracy był następujący. Czytał, przygotowywał wykład posługując się krótkimi notatkami, wygłaszał wykład, a następnie nadawał mu postać krótkiego tekstu, który po jakimś czasie łączył z innymi tekstami. Tak powstały wszystkie jego książki. Zaś jego „standardowy” dzień wyglądał następująco. Podczas śniadania oglądanie telewizji (gdy był w USA programu Good Morning America i jakiegoś tasiemcowego serialu), spacer, wykłady lub praca naukowa, obiad, praca naukowa, wczesna kolacja (ok. 17.00) kino (na ogół dwa filmy) lub teatr lub wizyta u znajomych, Około 22.00 szedł spać.
Swojej autobiografii nadaje tytuł Zabijanie czasu. Pracował bardzo dużo i na wielu frontach, brał udział w rozmaitych dyskusjach, dużo pisał, czytał, prowadził rozległą korespondencję, był częstym gościem teatrów i oper, w okolicach, w których mieszkał znali go wszyscy księgarze. Czytał praktycznie wszystko, od literatury naukowej i pięknej po powieści kryminalne. Miało to podbudowę nie tylko intelektualną.
kiedy artykuły były napisane, referaty wygłoszone, a dyskusje zamknięte, nie wiedziałem, co ze sobą zrobić. Jego bogate w różnorodne wydarzenia życie było jakby ucieczką przed czymś nieznanym, co napawało go lękiem. Żyłem pełną parą. Mimo to 10 maja 1967 roku zapisałem w dzienniku: „Po jednym dniu przychodzi następny i nie jest jasne po co się żyje”. Tego rodzaju myśli zawsze mi wiernie towarzyszyły w moich przygodach. Być może to właśnie było przyczyną jego nieustannego podróżowania. Później, w Kalifornii, mój brak zakorzenienia zyskał wymiar interkontynentalny .... Odżywałem, kiedy przychodziło jakieś wyzwanie z zewnątrz; więdłem, kiedy tkwiłem zasklepiony w swych własnych sprawach. (Zabijanie czasu)
Feyerabend wykładał w wielu miejscach, jako pełnoetatowy wykładowca zatrudniony był w: University of Bristol (1955-58), Berkeley (1958-1990), University College London (1966-69) i (w tym samym czasie) gościnnie w London School of Economics, Freie Universität Berlin (1968-1970), Yale University (1969-70), University of Auckland (1972 i 1974), University of Sussex at Brighton (1974-75), Universität Kassel i Eidegenössische Technische Hochschule (ETH) w Zurychu (1970-1990).

## Literatura przywoływana

### Paul Feyerabend
- Wyjaśnianie, redukcja, empiryzm, [w] Paul K. Feyerabend, Jak być dobrym empirystą?, PWN, Warszawa 1979, przekład Krystyna Zamiara
- Problems of Empiricism [w] R.G. Colodny (ed.), Beyond the Edge of Certainty
- Ku pocieszeniu specjalisty [w] Paul K. Feyerabend, Jak być dobrym empirystą? PWN, Warszawa 1979
- Przeciw metodzie, Wydawnictwo Siedmioróg, Wrocław 1996, przekł. Stefan Wiertlewski
- Zabijanie czasu. Autobiografia, Wydawnictwo Znak, Kraków 1996, przekł. Tomasz Bieroń
- Science in a Free Society
- Farewell to Reason

### Kazimierz Jodkowski
- Od krytycznego racjonalizmu do anarchizmu metodologicznego [w] Andrzej L. Zachariasz [red], Profile racjonalności, Wydawnictwo UMCS, Lublin 1988
- Teza o niewspółmierności w ujęciu Kuhna i Feyerabenda, „RRR” 1, Wydawnictwo UMCS, Lublin, 1984

### Krzysztof Kilian
- Od metody do metafizyki. Poznanie teoretyczne w ujęciu Karla R. Poppera, Wydawnictwo Wyższej Szkoły Pedagogicznej, Rzeszów 2001

### Karl Popper
- Wiedza obiektywna. Ewolucyjna teoria epistemologiczna, Wydawnictwo Naukowe PWN, 1992, przekł. Adam Chmielewski

## Publikacje Feyerabenda
Paul K. Feyerabend w ciągu całej swojej kariery naukowej opublikował 13 monografii naukowych, był autorem 21 referatów i 62 artykułów publikowanych na łamach takich czasopism naukowych jak Wissenschaft und Weltbild: Monatschrift für alle Gebiete der Forschung, Merkur: Deutsche Zeitschrift für europäisches Denken, Zeitschrift für Physik, Philosophical Studies, The Journal of Philosophy, Inquiry, The British Journal for the Philosophy of Science, Studies in History and Philosophy of Science, The Critic, New Ideas in Psychology, Common Knowledge World Futures, Leonardo. Wśród jego dorobku naukowego można odnaleźć także jeden artykuł opublikowany na łamach polskiego pisma Studia Filozoficzne z roku 1960. Był także autorem 56 recenzji oraz encyklopedystą z dorobkiem 21 artykułów.Pisał artykuły dla prasy codziennej, udzielił 14 wywiadów i 2 razy pojawił się w programach radiowych. Jego referaty można odnaleźć w 83 publikacjach pokonferencyjnych. Paul Feyerabend odegrał także małą rolę w filmie Der Prozeß w reżyserii G. W. Pabsta, w 1948 roku.
Spis większości publikacji w porządku chronologicznym.
1. [1955] Carnaps Teorie der interpretation theoretisher Systeme; „Theoria”, Vol. 21, s. 55–62
2. [1955] Wittgenstein’s philosophical investigations, “Philosophical Review” Vol. 64, s. 449–483
3. [1956] A note on the Paradox of Analysis, “Philosophical Studies”, Vol. 7
4. [1957] On the quantum theory of measurement; [in] S. Körner [ed.] Observation and Interpretation, London, Butterworth, s. 121–130
5. [1958] An Attempt at a Realistic Interpretation of Experience, “Proceedings of the Aristotelian Society”, Vol. 58, s. 143–170
6. [1958] Complementarity, “Proceedings of the Aristotelian Society”, suppl. Vol. 32
7. [1958] Reichenbach’s interpretation of quantum mechanics, „Philosophical Studies”, Vol. 9
8. [1959] Das Problem der Existenz theoretischer Entitäten [in] E. Topitsch [ed.] Probleme der Wissenschaftstheorie. Festschrift für Viktor Kraft, Viena, Springer, s. 35–72
9. [1959] Patterns of Discovery by N. R. Hanson, „Philosophical Review”, Vol. 59, s. 247–252
10. [1959] Professor Bohm’s Philosophy of Nature, „British Journal for the Philosophy of Science”, Vol. 10, s. 321–338
11. [1959] On the interpretation of scientific theories, „Proceedings of the 12th International Congress of Philosophy”, 1958, Milan/Venice
12. [1961] Knowledge without Foundations, two lectures delivered on the Nellie Heldt Lecture Fund, Oberlin College, Ohio
13. [1961] Niels Bohr’s Interpretation of the Quantum Theory, [in] H. Feigl & G. Maxwell [eds], Current Issues in the Philosophy of Science, New York, Holt, Rinehart & Winston
14. [1961] Comments on papers by N. R. Hanson, W Sellars, A. Grünbaum, [in] H. Feigl & G. Maxwell [eds], Current Issues in the Philosophy of Science, New York, Holt, Rinehart & Winston
15. [1961] Metascience (Review of M. Bunge, Metascientific Queriers and Causality), „Philosophical Review”, Vol. 70
16. [1962] Explanation, Reduction, and Empiricism, [in] H. Feigl & G. Maxwell [eds]; Scientific Explanation, Space, and Time: „Minnesota Studies in the Philosophy of Science”, Vol. 3, Minneapolis, University of Minnesota Press, s. 28–97
17. [1962] Problems of Microphysics, [in] R. G. Colodny [ed.]; Frontiers of Science and Philosophy, Englewoods Cliffs, NJ: Prentice Hal
18. [1963] How to be a Good Empiricist: A Plea for Tolerance in Matters Epistemological, [in] B. Baumrin [ed.] Philosophy of Science: The Delaware Seminar, Vol. 2, New York, Interscience Press
19. [1963] Materialism and the Mind-Body Problem, “Review of Metaphysics”, Vol. 17
20. [1963] Comment: Mental Events and the Brain, “Journal of Philosophy”, Vol. 60
21. [1963] Erkenntnislehre by Viktor Kraft, „British Journal for the Philosophy of Science”, Vol. 13
22. [1963] Professor Hartman’s Philosophy of Nature, “Ratio”, Vol. 5
23. [1964] Realism and Instrumentalism: Comments on the Logic of Factual Support, [in] M. Bunge [ed.]; The Critical Approach to Science and Philosophy, New York, Free Press
24. [1964] A Note on the Problem of Induction, “Journal of Philosophy”, Vol. 61
25. [1964] Review of N. R. Hanson, The Concept of the Posititron, “Philosophical Review”, Vol. 73
26. [1964] Review of A.C. Crombie [ed.]; Scientific Change, “British Journal for the Philosophy of Science”, Vol. 15
27. [1965] Problems of Empiricism, [in] R. G. Colodny [ed.]; Beyond the Edge of Certainty, „University of Pittsburgh Studies in the Philosophy of Science”, Vol. 2, Engelwood Cliffs, NJ: Prentice Hall
28. [1965] Reply to Criticism: Comments on Smart, Sellars and Putnam, [in] R. S. Cohen & M. W. Wartofsky [eds.]; „Boston Studies in the Philosophy of Science”, Vol. 2: Proceedings of the Boston Colloquium for the Philosophy of Science 1962-1964, New York, Humanities Press
29. [1965] Review of K. R. Popper, Conjectures and Refutations, “Isis”, Vol. 56
30. [1965] On the ‘Meaning’ of the Scientific Terms, „Journal of Philosophy”, Vol. 62
31. [1966] The Structure of Science (Review of E. Nagel, The Structure of Science), “British Journal for the Philosophy of Science”, Vol. 17
32. [1966] Herbert Feigl: A Biographical Sketch, [in] P. K. Feyerabend & G. Maxwell [eds] Mind, Matter and Method: Essays in Philosophy of Science in Honor of Herbert Feigl, Minneapolis, University of Minnesota Press
33. [1967] On the improvement of the sciences and the arts, and the possible identity of the two, [in] R. S. Cohen and M. W. Wartofsky [eds]; Proceedings of the Boston Colloquium for the Philosophy of Science 1964/1966, „Boston Studies in the Philosophy of Science”, Dodrecht: Reidel, s. 387–415
34. [1967] Bemerkungen zur Geschichte und Systematik des Empirismus, [in] P. Weintgartner [ed.]; Grundlagen der Wissenschaften und die ihre Wurzeln in der Metaphysik, Salzburg, Georg Pustet,
35. [1968] Outline of a Pluralistic Theory of Knowledge and Action, [in] S. Anderson [ed.]; Planning for the Diversity and Choice, Cambridge, Massetschussets, MIT Press
36. [1968] On a recent critique of complementarity, “Philosophy of Science” Vol. 35 & 36
37. [1968] Science, Freedom and the Good Life, “Philosophical Forum”, Vol. 1, s. 127–135
38. [1969] A Note on Two „Problems” of Induction, “British Journal for the Philosophy of Science”, Vol. 19
39. [1969] Linguistic Arguments and Scientific Method, “Telos”, Vol. 2(1)
40. [1969] Science Without Experience, “Journal of Philosophy”, Vol. 66
41. [1970] Consolations for the Specialist [in] I. Lakatos & A. Musgrave [eds.] Criticism and the Growth of Knowledge, Cambridge, Cambridge University Press
42. [1970] Against Method: Outline of an Anarchistic Theory of Knowledge, [in] M Radner & S. Winokur [eds]; „Minnesota Studies in the Philosophy of Science”, Vol. 4, Analyses of Theories and Methods of Physics and Psychology, Minneapolis, University of Minneapolis Press
43. [1970] Problems of Empiricism, Part II, [in] R. Colodny [ed.]; The Nature and Function of Scientific Theory, Pittsburgh, Pittsburgh University Press
44. [1970] Classical Empiricism [in] R. E. Butts & J. W. Davis [eds.], The Methodological Heritage of Newton, Oxford, Basil Blackwell
45. [1970] In defense of classical Physics, “Studies in the History and Philosophy of Science”, 1(1), s. 59–85
46. [1970] Experts in a Free Society, “The Critic” 29(2), Nov.-Dec. 4-8
47. [1972] Von der beschränkten Gültigkeit methodologisher Regeln, „Neue Hefte für Philosophie”, 2-3, Göttingen
48. [1973] Die Wissenschaftstheorie – eine bisher unbekannte Form er Irrsinns?, „Proceedings of the German Conference of Philosophy”, Kiel 1972, Hamburg, Felix Meiner
49. Zahar on Einstein, „British Journal for the Philosophy of Science”, March 1974
50. [1975] Against Method: Outline of an Anarchistic Theory of Knowledge, London, Verso, 1975
51. [1975] How to defend society against science?, “Radical Philosophy” 11(2)
52. [1975] Imre Lakatos, “British Journal for the Philosophy of Science”, Vol. 26, s. 1–8
53. [1975] “Science”: The myth and its role in society. Afterword: theses on anarchism, “Inquiry” Vol. 18, s. 167–181
54. [1975] Let’s make more movies, [in] C. J. Bontempo & S. J. Odell [eds]; The Owl of Minerva: Philosophers on Philosophy, New York, Mc Graw Hill, s. 201–210
55. [1976] On the Critique of Scientific Reason, [in] C. Howson [ed.] Method and Appraisal in the Physical Sciences, Cambridge, Cambridge University Press
56. [1976] Logic, literacy and Hans Rittman, “British Journal for the Philosophy of Science”, Vol. 27, s. 167–181
57. [1977] Marxist fairytales from Australia, “Inquiry”, Vol. 20, s. 372–397
58. [1977] Changing patterns of reconstruction, “British Journal for the Philosophy of Science”, Vol. 28, s. 351–369
59. [1978] Science in a Free Society, London, New Left Books, 60) [1978] Die Wissenschaftstheorie und die Autorität der Wissenschaft, Braunschweig, Friedr., Vieweg & Sohn
60. [1978] The Gong Show – Popperian Style, [in] G. Radnitzky & A. Andersson [eds.] Progress and Rationality in Science, Dodrecht, Reidel, s. 387–392
61. [1979] Dialogue on method [in] G. Radnitzky & A. Andersson [eds.]; Structure and Development of Science, Dordrecht, Reidel, s. 63–131
62. [1980] Erkentnis für freie Menschen, Frankfurt am Main, Suhrkamp
63. [1980] Democracy, elitism and scientific method, “Inquiry”, Vol. 23, s. 3–18
64. [1981] Philosophical Papers, Vol. I, Realism, Rationalism and Scientific Method, Cambridge, Cambridge University Press
65. [1981] Philosophical Papers, Vol. II, Problems of Empiricism, Cambridge, Cambridge University Press
66. [1981] More Clothes from the Emperor’s Barain Basement: A Review of Laudan’s Progress and its Problems, “British Journal for the Philosophy of Science”, Vol. 32
67. [1984] Philosophy of Science 2001 [in] R. S. Cohen & M. W. Wartofsky [eds.], Methodology, Metaphysics, and the History of Science, „Boston Studies in the Philosophy of Science”, Vol. 84, Dordrecht, Reidel, s. 137–147
68. [1984] Xsenophanes: A forerunner of critical rationalism? [in] G. Andersson [ed.] Rationality in Science and Politics, Dordrecht, Reidel, s. 95–109
69. [1984] Science as Art, “Art & Text”, nr 12 i 13
70. [1987] Farewell to Reason, London, New York, Verso
71. [1988] Against Method: Outline of an Anarchistic Theory of Knowledge, London, Verso, 2nd edition, with: Postscript on Relativism
72. [1991] Three Dialogues on Knowledge, Oxford, Blackwell
73. [1991] Concluding Unphilosophical Conversation [in] Gonzalo Munèvar [ed.]; Beyond Reason: Essays on the Philosophy of Paul Feyerabend, Dordrecht, Kluwer
74. [1993] Against Method: Outline of an Anarchistic Theory of Knowledge, London, Verso, 3rd, revised, edition
75. [1995] Killing Time: The Autobiography of Paul Feyerabend, Chicago, University of Chicago Press
76. [1995] Two Letters of Paul Feyerabend to Thomas S. Kuhn on a Draft of The Structure of Scientific Revolutions, “Studies in History and Philosophy of Science”, Vol. 28
77. [1996] These zum Anarchismus: Artikel aus der Reihe “Unter dem Pflaster liegt der Stand”, Berlin, Kramer
78. [1997] P. K. Feyerabend & H. Albert; Briefwechsel [edited by Wilhelm Baum], Frankfurt am Main, Fischer Taschenbuch Verlag
79. [1999] Conquest of Abundance: A Tale of Abstraction Versus the Richness of Being, ed. B. Terpstra, Chicago: University of Chicago Press
80. [1999] Knowledge, Science and Relativism: Philosophical Papers, Volume III, ed. J.Preston, Cambridge: Cambridge University Press
81. [1999] For and Against Method [with Imre Lakatos, including Lakatos’; Lectures on Scientific Method and the Lakatos-Feyerabend Correspondence – edited and with an Introduction by Matteo Motterlini], Chicago & London, University of Chicago Press
82. [2000] Stories from Paolino’s Tapes, Private Recordings 1984-1993, Audio-CD, 68 minutes, Original Recordings edited by Grazia Borrini-Feyerabend and Klaus Sander, ISBN 3-932513-19-3.